# Club Atlético Argentino (Mendoza)
El Club Atlético Argentino, conocido popularmente como Argentino, es un club de fútbol argentino situado en San José, departamento Guaymallén, provincia de Mendoza. Actualmente se encuentra en la Liga Mendocina y en el Torneo Regional Federal Amateur.
Con el advenimiento del siglo XXI, comenzó a tomar mayor relevancia a la rivalidad ante el Deportivo Guaymallén a punto tal que hoy es considerado el clásico rival. No obstante en el siglo XIX mantuvo rivalidades con Boca de Bermejo, Gimnasia y Esgrima e Independiente Rivadavia.[cita requerida]
Con este último el enfrentamiento se fortaleció a partir de las célebres finales de 1959, ganada por Atlético Argentino y las seis finales para el antiguo torneo Nacional, ganada por Independiente.
El Atlético Argentino ha ganado la Liga Mendocina de Fútbol en ocho ocasiones desde la creación de la misma.
Entre los jugadores surgidos de sus inferiores se encuentran Alfredo Oscar Lucero, el Quique, considerado uno de los mayores ídolos de la institución (jugó desde 1959 a 1975 ininterrumpidamente en el club), Carlos Ereros integrante del plantel de Argentinos Juniors campeón de la Copa Libertadores de 1985, Francisco Lombardo (quien representó a la selección nacional en el Mundial de Suecia 1958), Alfredo Castillo (goleador histórico del Millonarios Fútbol Club de Colombia), Andrés Angel Molina, Matías García, Rodolfo Palazetti, Pablo Emeterio Lucero, Fermín Sedano, Ricardo Dillon, Mario Nogara, el arquero  Nicolás Villamil quien se destacó en el fútbol chileno en las décadas del 80 y 90 y el actual arquero de Newell's Old Boys Lucas Hoyos entre muchos otros.

## Historia
El Club Atlético Argentino fue fundado oficialmente el 10 de enero de 1924, bajo el nombre de Club Sportivo José Néstor Lencinas  en homenaje al caudillo popular mendocino, exgobernador, quien falleciera en 1920. Uno de los fundadores del club, Enrique Aguilera, un médico lencinista fue quien propuso la denominación. 
El club comenzó a disputar campeonatos en el torneo de la Liga Mendocina en 1927, aunque hubo un momento crucial en su historia.  
En 1934 se produjo un cisma en el Nacional Sport Club (club fundado en 1912, Andino Tenis Club en la actualidad), luego que se planteara y avalara la decisión deportiva de apostar al tenis y no al fútbol.  
Los miembros de la rama futbolística de la institución (entre ellos Luis Angel Serra), entonces acordaron con sus pares de Lencinas, dar forma a Nacional Footbal Club.
Se reemplazó el color blanco de Lencinas, por el celeste y blanco de Nacional, se creó un nuevo escudo y la institución heredó la condición de socio fundador de la Liga Mendocina de Fútbol.  Se decidió mantener como fecha de aniversario del club, el de la creación de José Néstor Lencinas, es decir el 10 de enero de 1924. 
La cancha que se utilizaba se encontraba en Godoy Cruz, más precisamente en calle Minuzzi (bodega Arizu). y la secretaría funcionaba en la calle Paso de Los Andes 1759. Ese mismo año y con esa nueva denominación el Nacional F.C logró el primer título en la historia del balompié mendocino. 
El 24 de marzo de 1940 se produce la fusión con los clubes de la Sexta Sección Pacífico y Vélez Sarsfield para dar lugar al Nacional Vélez Sársfield Pacífico hasta el 2 de diciembre de 1945, día y año en que pasó a llamarse Club Atlético Argentino.
Entre tantos hechos históricos, en 1986, el Atlético Argentino llegó a ser conocido a nivel nacional ya que sus dirigentes, con motivo de tratar de lograr el ascenso a la B Nacional, alquilaron el equipo titular del Racing Club de Avellaneda. Tal hecho no fue productivo para la entidad cuyana ya que la misma finalizó en la quinta ubicación de la tabla de posiciones y por ende imposiblitado de participar en el cuadrangular final por el ascenso.
A Argentino se lo conoce como la Academia de Mendoza, ya que sus inferiores conformaban un valioso semillero y distintas generaciones de futbolistas de Cuyo salieron de este club. Con los años, ganó peso el apodo del Boli, ya que hacia el Este de la cancha se afincaron decenas de familias de origen boliviano que llegaron a través del Ferrocarril Belgrano, cercano a la cancha. Gran parte de esos vecinos tuvieron sentido de pertenencia con Atlético Argentino, a tal punto que en los años 90 como homenaje a esa corriente inmigratoria la hinchada fue bautizada con el apodo de Boli Stones. En los 60' también se lo apodó "Taladro"

### Argentino año por año

#### 1927-1933 Primeros pasos
Bajo el nombre de Club José Néstor Lencinas, a 4 años de su fundación el club se afilia a la Liga Mendocina de Fútbol y comienza a dar sus primeros pasos. De tal forma disputa su primer torneo en la liga en 1927 quedando segundo en la tabla de posiciones con 28 puntos por debajo del Club Sportivo Independiente Rivadavia.
En la temporadas 1928 y 1929 realiza una campaña aceptable y queda quinto en la tabla de posiciones en las dos oportunidades. En 1930 queda tercero a solo dos puntos del subcampeón de ese año que fue el Club Sportivo Independiente Rivadavia al igual que en 1931.
En 1932 termina último en la tabla de posiciones realizando una campaña de 2 victorias, 2 empates y 14 derrotas
En 1933 termina décimo en la tabla de posiciones con 14 puntos.

#### 1934-1944 Década Dorada-Tricampeonato

Nacional Vélez Sársfield Pacífico (actual Atlético Argentino de Mendoza) Campeón 1942

En 1934, antes de empezar la temporada, el Club paso a llamarse Nacional F.C, luego de un acuerdo con la rama futbolística del Nacional Sport Club. Ese mismo año logra su primer título, resultando primero con 36 puntos y aventajándose 10 puntos de su inmediato perseguidor y subcampeón de ese torneo el Club Atlético Gimnasia y Esgrima (Mendoza). El goleador de dicho campeonato fue el jugador P.Ruffo, de Nacional F.C. quien convirtió 30 goles a lo largo del torneo.
Al año siguiente queda tercero en el campeonato con 29 puntos.
En 1936 queda quinto con 17 puntos y clasifica al Campeonato de Honor de ese mismo año, el cual lo gana y obtiene su segundo título.
En 1938 queda tercero en la tabla de posiciones a 5 puntos del campeón de ese año que fue el Club Sportivo Independiente Rivadavia. En 1939 termina cuarto en la tabla general con 24 unidades.
En 1940 el Club se fusiona con Vélez Sarsfield/Pacífico y cambia de nombre a Nacional Vélez Sársfield Pacífico bajo ese nombre disputa esa temporada la cual salió cuarto en la tabla de posiciones y el jugador Soares se consagra como goleador de dicho torneo con 29 goles.
En 1941 grita nuevamente campeón consagrándose primero con 25 unidades con una campaña de 10 partidos ganados, 5 empates y 3 derrotas. Ese mismo año disputa la Copa de Honor y también se consagra campeón al ganarle a Atlético Palmira/San Martín.
En 1942 también se consagra campeón terminando primero con 30 unidades producto de 14 victorias, 2 empates y 4 derrotas.
En 1943 se repite la historia y Nacional/Vélez/Pacífico vuelve a salir campeón y obtenía un tricampeonato. La formación de aquel histórico equipo fue: Biglieri, Escobar, Yovanovich, Bustos,Larrosa,Pacheco, Vetromile, Soares, Gallina, Cabillón y Núñez.
En 1944 sale cuarto con 23 unidades

#### 1945-1961 Cambio de nombre

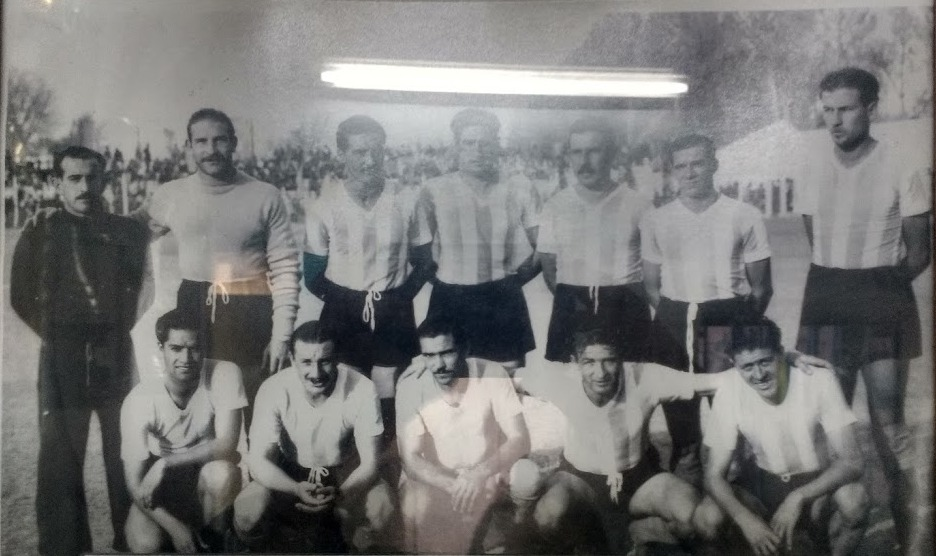
Atlético Argentino Equipo 1948

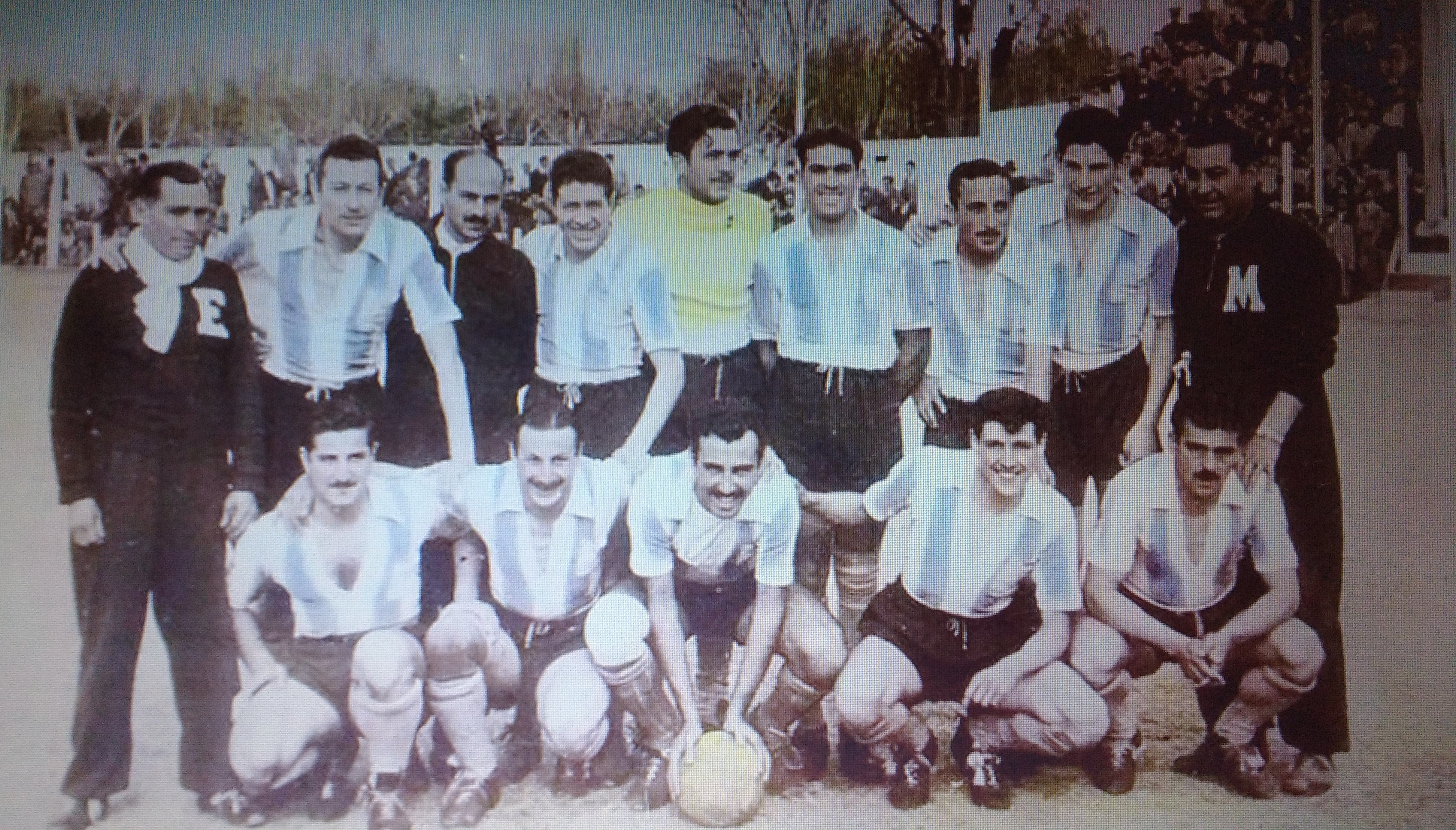
ATLÉTICO ARGENTINO DÉCADA DEL 50: ARRIBA: Vignaud, Brombatti, Nadal, Poroto Bustos, Luis Iaconetti, Domingo Médico, Videla, Miguel Corral y Vallejos. ABAJO: Morillas, Cortenova, Amabile, Estalella, y Lemos.

La temporada de 1945 la disputa bajo el nombre de Vélez Sarsfield/Pacífico y a partir de la temporada 1946 el club cambia de nombre a Atlético Argentino, tal como lo conocemos en la actualidad, en dicha temporada terminó quinto con 20 unidades.
En 1948 gana su quinto título en la liga mendocina y se proclama campeón nuevamente quedando primero con 24 puntos fruto de 10 victorias, 4 empates y 4 derrotas
Al año siguiente se consagra subcampeón quedando a tres puntos del campeón de ese campeonato que fue el Club Atlético Gimnasia y Esgrima (Mendoza), de esta forma obtendría su primer subcampeonato.

El plantel de Atlético Argentino ingresando al campo de juego del Estadio Nacional de Santiago de Chile para enfrentar al Seleccionado trasandino, el 12 de octubre de 1949. Villadeamigo y el Quito Pacheco encabezan la formación.

Ese año el Atlético Argentino juega dos encuentros amistosos internacionales en Chile. El 12 de octubre de 1949 pierde 3 a 2 ante la Selección de Chile, jugado en el Estadio Nacional de Santiago.
El 16 de octubre en Valparaiso derrota a Santiago Wanderers por 4 a 2.
En 1951 quedaría tercero con 22 unidades y el jugador J.Amábile del club resultaría el goleador de dicho campeonato
En 1952 nuevamente saldría subcampeón quedado a tres unidades del campeón de ese torneo que fue el Club Atlético Gimnasia y Esgrima (Mendoza)
En 1953 queda en la posición número 11 con 19 puntos producto de 4 victorias 11 empates y 9 derrotas
En 1954 queda cuarto en la tabla final con 29 unidades a 4 del campeón de ese año que fue el Club Deportivo Godoy Cruz Antonio Tomba
En 1955 que sexto en la tabla de posiciones con 11 victorias, 6 empates y 9 derrotas, el goleador del equipo fue Sosa convirtiendo 22 goles en toda la temporada
En 1956 también quedaría cuarto con 32 unidades y también a 5 puntos del campeón de ese año que fue el Atlético Club San Martín
En 1959 se consagra por sexta vez campeón de la Liga Mendocina de fútbol, tras quedar igualados en la tabla de posiciones con el Club Sportivo Independiente Rivadavia ambos con 43 unidades, se disputaron 2 partidos en cancha de Gimnasia y Esgrima (Mendoza) para determinar el campeón. El primer partido se impuso Argentino por 2 a 1 y en el segundo partido igualaron en uno, lo que dio un global de 3 a dos a favor de Atlético Argentino.

#### 1962-1975 Clasificación al Regional

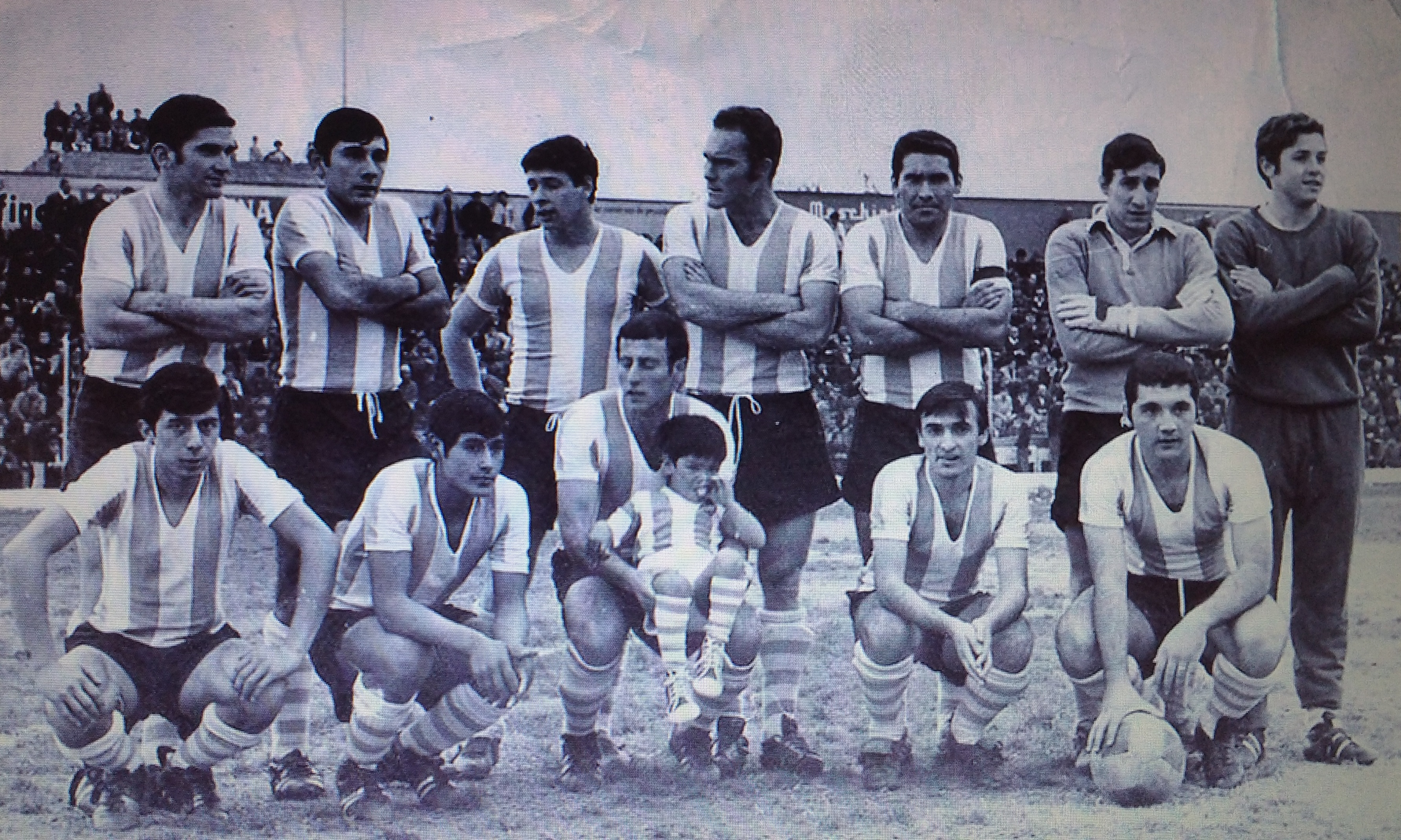
Atlético Argentino año 1969: Arriba: Lalo Lucero, Oscar Alcaraz, Lavrut, Larpín, Alfredo Quique Lucero, Pipo Navarrete y Rossi. Abajo: Coasín, Daniel Chiquito Farías, Ángel Castelnoble, Ernesto Biondi y Juan José Valiente

En 1962 Argentino terminó segundo en la tabla de posiciones a solo un punto del campeón de ese año el Club Sportivo Independiente Rivadavia y así obtenía su tercer subcampeonato.
En el año 1963 se repetía la historia, nuevamente salía subcampeón quedando a tres puntos del campeón de ese año, el Atlético Club San Martín.
En 1966 nuevamente saldría subcampeón quedando a dos unidades del campeón de ese torneo el Atlético Club San Martín
En 1968 saldría otra vez subcampeón luego de terminar a dos puntos del campeón de ese año el Club Deportivo Godoy Cruz Antonio Tomba. Gracias a ese subcampeonato clasificaba a un cuadrangular para obtener una plaza en la Copa Argentina 1969 y en instancias de semifinal perdió con Gimnasia y Esgrima (Mendoza) por 2 a 1.
En 1975 Argentino queda tercero en la tabla de posiciones y clasifica al torneo de los cuatro por una plaza en el Torneo Regional 1976, en el cuadrangular queda igualado con Luján Sport Club, por lo que se juega una final en cancha de Godoy Cruz Antonio Tomba para determinar el equipo que iría al Regional. Argentino se impone 2 a 1 frente al granate y consigue la plaza para el Regional del año próximo

#### 1976 Torneo Regional (2.ª categoría)
Argentino participa del Torneo Regional 1976 enfrentando en la primera etapa a Deportivo La Central al cual vence con un global de 2 a 1. Avanza a la tercera etapa contra Sport Club Pacífico al cual derrota por un global de 3 a 2. En la cuarta etapa enfrenta al Club Atlético All Boys (Santa Rosa) ganándole por un global de 5 a 3. Por último en la final, por un lugar en el nacional del año 1976, chocaría frente al Club Atlético Huracán (Comodoro Rivadavia) y el resultado global fue de 4 a 2 a favor de Huracán de Comodoro

#### 1977-1979 Liga Mendocina-Amistoso con la Selección de los Países Bajos
En 1977 Argentino disputa la liga mendocina y queda 6 en la tabla de posiciones y el jugador Andrés Ángel Molina termina como goleador de ese campeonato marcando 12 goles.
En 1978 termina quinto en la tabla de posiciones con 31 unidades, producto de 10 victorias, 11 empates y 6 derrotas.
El 27 de mayo de 1978 había llegado la Selección de fútbol de los Países Bajos, (Selección de Holanda) a Mendoza para jugar el Mundial y de inmediato se dirigió al hotel Potrerillos, que fue el lugar de su concentración. Cuatro días después, el 31 de mayo, Holanda hizo un ensayo frente al Atlético Argentino, reforzado por jugadores de otros equipos locales.
El director técnico de Holanda pidió que se jugaran tres tiempos de 30 minutos cada uno. Deseaba aplicar sus tácticas. Se jugó en el campo auxiliar del Malvinas Argentinas y la Selección de los Países Bajos, con la clásica vestimenta naranja, pero sin números, fue una verdadera Naranja Mecánica, y venció por 9 a 1. Además del público, que se ubicó en la única tribuna de la cancha auxiliar, estaba la mayoría de los periodistas holandeses y de otros medios internacionales que iban a cubrir la sede Mendoza, que se iniciaría el 3 de junio con Horlanda frente a Irán. Holanda venía de ser el subcampeón mundial en Alemania 1974 y finalmente sería otra vez segunda en el 1978 tras perder la final con la Selección argentina por 3 a 1 veinticinco días después, en ese frío mes de junio. Ese día de práctica los holandeses demostraron la “revolución” que habían hecho con el “fútbol total”, basado en un despliegue físico por todo el campo, alternando las funciones con un cambio de puesto en forma constante. Era algo nuevo ver a los marcadores de punta como delanteros, al nueve bajando a marcar o a los volantes apareciendo al lado del arquero o llegando en contragolpe. 
La síntesis de aquel encuentro: 
SELECCIÓN DE HOLANDA (9): Doesburg (Jongbloed); Suurbier, Van Kraay, Ernie Brandts y Wildschut; Schoenaker, Boskamp y Poorvliet; John Rep, Nanninga y Lubse.
Después fue alternando a muchos de sus titulares para terminar jugando con la base titular es decir: Schrijvers; Suurbier, Rijsbergen, Ruud Krol y Jansen; Willy Van de Kerkhof, Neeskens y Arie Haan; René Van de Kerkhof, Nanninga y Robert Rensenbrink
ATLÉTICO ARGENTINO (1): Daniel Zuin; Alberto González (Mémoli), René Marlia, Jorge Pacheco (Ángel Badía) y Roberto Repollo García (Juan Carlos Millán), Julián Martínez, Raúl Zolorza y Jorge Chufi Sosa; Carlos Ereros (Daniel Arenas), Andrés Molina y Miguel Gravano (Godoy). 
ARBITRO: Humberto Marcianessi.
GOLES: PT 14 Lubse (H), 16’ Rep (H), 17’ Nanninga (H),, 20’ Poorvliet (H),. ST 5’ René Van de Kerkhof (H),, 6’ Rep (H), 21’ Willy Van de Kerkhof. (H), 
TT: 12’ Andrés Molina (AA), 12’ Nanninga (H).
En 1979 termina tercero con 30 unidades a ocho puntos del campeón de ese año el Atlético Club San Martín

#### 1980 Amistoso con el Valencia de España

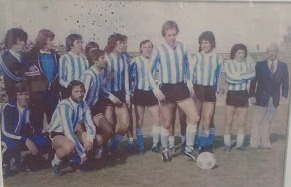
Formación Atlético Argentino contra el Valencia

El 31 de julio de 1980 Atlético Argentino juega un partido amistoso contra el Valencia Club de Fútbol y el resultado final del partido dio 2 a cero a favor del Boli, con goles de Moreschini y Crissi. La prensa española redactaba la crónica del partido de la siguiente forma:
```
El Valencia ha sido derrotado por el Atlético Argentino, por dos goles a cero en partido de fútbol amistoso disputado la ciudad de Mendoza. Al descanso se llegó con ventaja de los argentinos de un gol a cero. Alrededor de 20.000 personas presenciaron el encuentro.
El conjunto del Atlético Argentino de Mendoza, estaba reforzado con los jugadores internacionales, 
Hugo Orlando Gatti
, portero del Boca Juniors, y el mediocampista del Club Huracán, 
Carlos Babington
. Los goles fueron obra de Moreschini, a los 12 minutos de la primera mitad, y Crissi, a los 37 de la continuación.
El encuentro fue entretenido, disputado en muchas fases del encuentro y con jugadas de calidad. En La primera mitad, el dominio fue alterno, con peligro para ambos guardametas. Fue el temprano gol de Moreschini el que obligó a los valencianos a lanzarse al ataque, aunque sin fortuna de cara al marco.
En la reanudación continuó la presión del Valencia, el Atlético Argentino se defendía bien y organizó rápidos contraataques, poniendo en serios apuros la meta valencianista y consiguiendo así su segundo gol.
El Valencia causó buena impresión, pero se mostró desentrenado. Pese a todo, sus «estrellas» porfiaron buscando el gol, aunque se estrellaran ante un Gatti que, en vena de aciertos, fue un gran refuerzo para el club mendocino en este amistoso.
[
26
]
[
27
]
```

#### 1985 Torneo Regional (2.ª categoría)

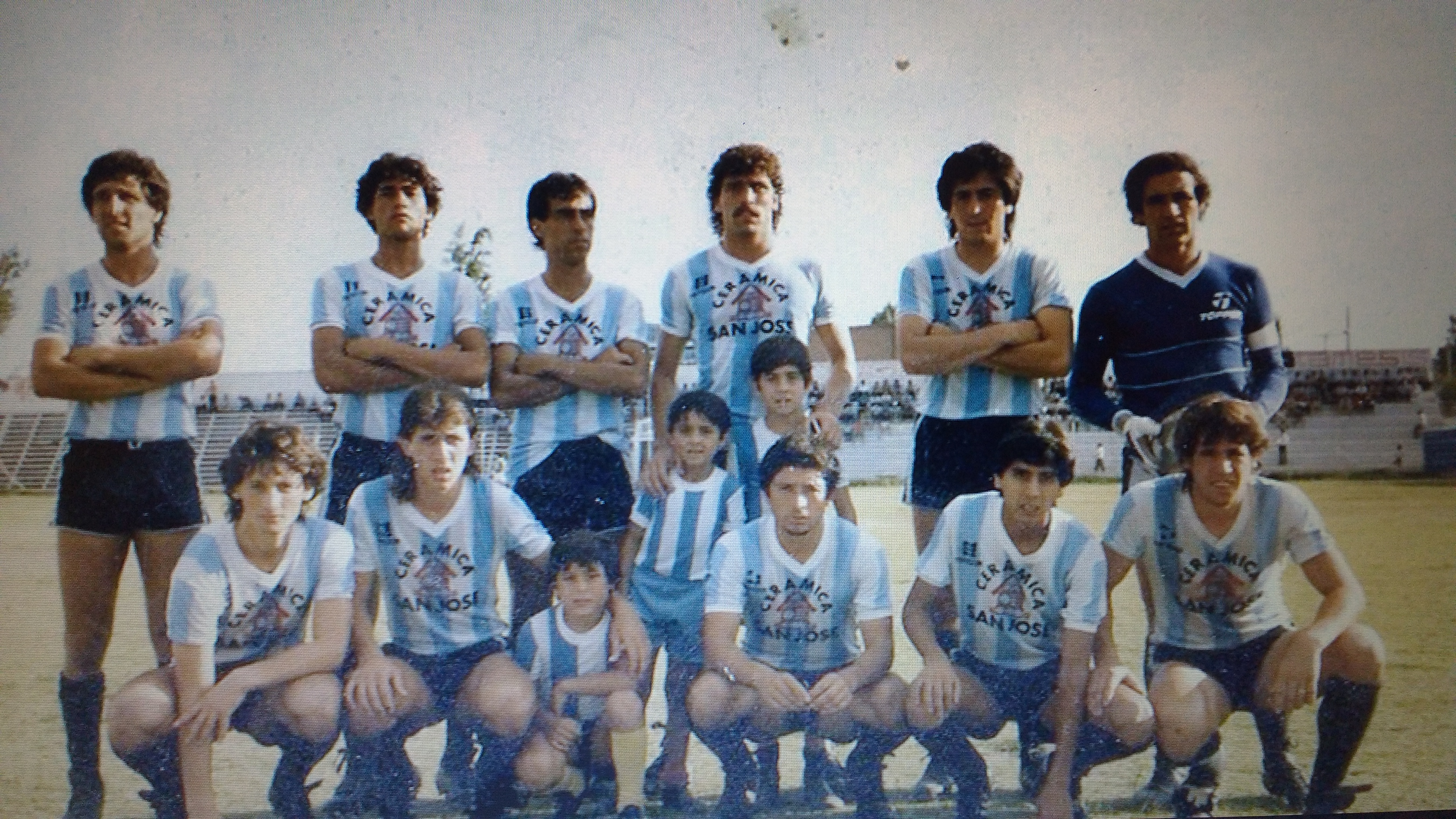
ATLÉTICO ARGENTINO, TORNEO PROVINCIAL 1985: Enrique Eleodoro BRANDAN; Ariel Gustavo ORELLANO, Miguel Ruperto FUNES, Sebastián CLOQUELL, Rubén AGUILAR, Enrique REGGI. Abajo: Javier FRANCO, Daniel OLDRA, Roberto GARCIA, Omar OLGUIN y Marcelo MARCUCCI. Diciembre 1985

Argentino disputa el Torneo Regional 1985-86, con una buena campaña en su grupo del que quedó primero en la tabla de posiciones, pero en la fase final no logró clasificar.

#### 1986 Alquiler Plantel a Racing de Avellaneda

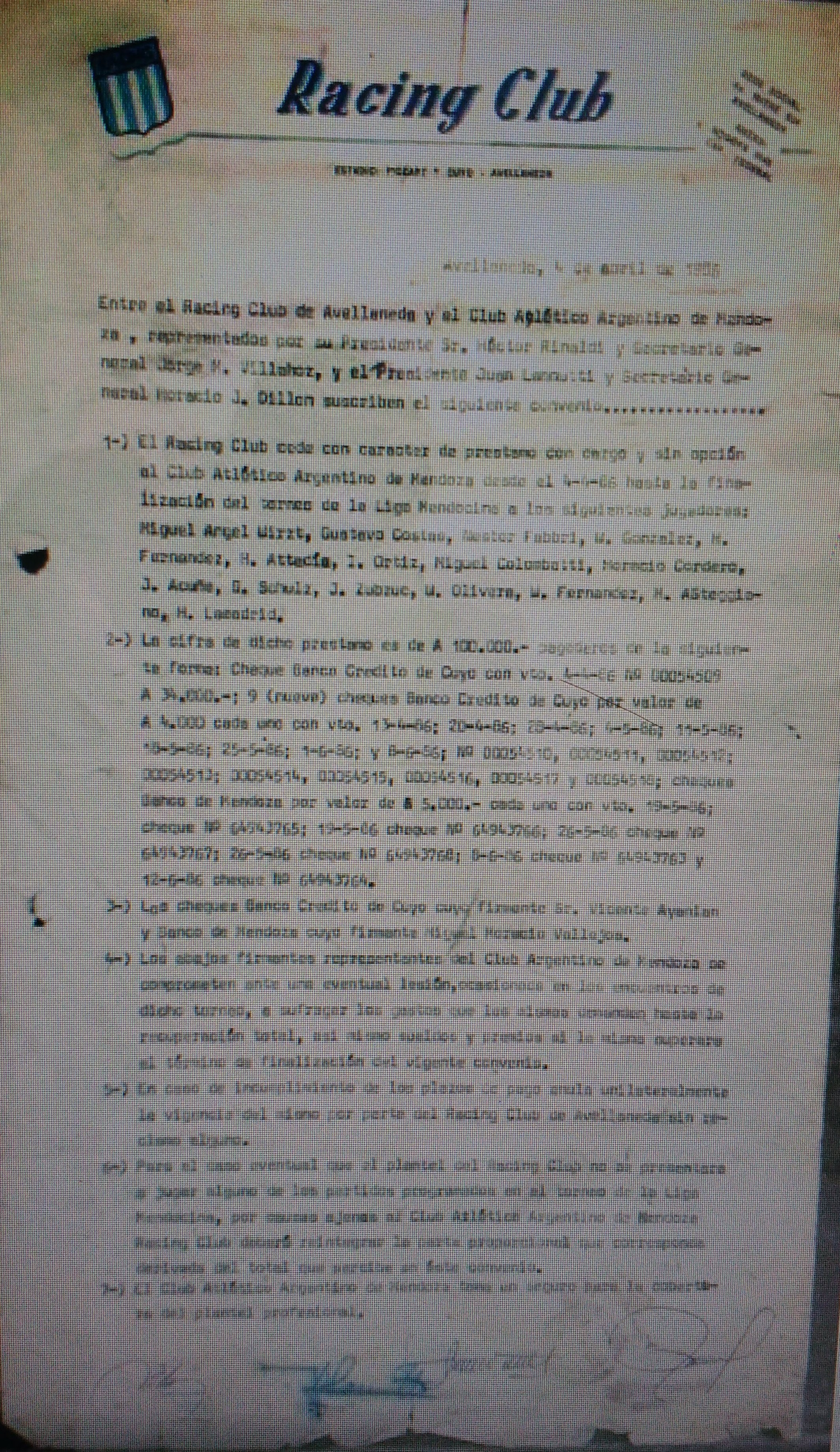
Contrato Alquiler Argentino Mdz y Racing Avellaneda

Argentino-Racing Equipo

Entre abril y junio de 1986 Racing se convirtió en el primer club argentino en alquilar su plantel profesional de fútbol, para que represente a Atlético Argentino.
Todo comenzó cuando el equipo de Avellaneda realizó una gira por Mendoza durante marzo de 1986. Mientras el equipo le ganaba 2 a 0 a Huracán Las Heras, los dirigentes de Atlético Argentino de Mendoza iniciaban las gestiones para convencer al presidente Héctor Rinaldi de ceder a préstamo a sus jugadores, a cambio de 100.000 dólares libres de impuestos para la institución. "Financieramente, Racing andaba muy mal en esos tiempos. La única manera de acomodar las cosas y pagarnos los sueldos en término durante los seis meses que íbamos a quedar colgados (entrenando, pero sin jugar) era esta opción de "alquilar" el plantel y representar a Argentino en el Regional (algo así como lo que hoy es el Argentino A), en busca de un lugar en la novedosa B Nacional", recuerda Néstor Ariel Fabbri, que fue adquirido por la Academia en enero de 1986, pero terminó debutando primero en el club mendocino.
La situación se dio después de la reestructuración de los torneos locales de invierno a invierno, para que coincidieran con los campeonatos y los mercados de pases de Europa. Entonces, Racing y Rosario Central se quedaron casi medio año sin actividad.
La rutina era sencilla. El plantel, incluido su técnico Rogelio Domínguez, se entrenaba de lunes a jueves en Buenos Aires, y a Mendoza viajaba sólo para jugar.
"Nos jugaban todos a muerte", rememora Fabbri. Y agrega: "Hubo mucha violencia. En el primer partido a Horacio Attadia le rompieron los ligamentos cruzados Nosotros pasábamos por un pasillito para entrar a la cancha y nos tiraban cigarrillos encendidos, nos quemaban, nos escupían, nos puteaban, por toda esa rivalidad que hay en el interior con los porteños. Hubo varios lesionados porque nos tenían bronca".
Si bien la presencia de los jugadores de la Academia causó furor, los resultados no fueron los esperados. Atlético Argentino terminó quinto y se quedó afuera del cuadrangular final.
El equipo jugó 10 partidos con 6 victorias, 1 empate y 3 derrotas, 25 goles a favor y 9 en contra. Con 13 puntos ocupó el quinto puesto y se quedaba afuera del cuadrangular
El uruguayo Washington Olivera fue el máximo goleador con 6 tantos de aquella Academia que terminó jugando con futbolistas del club porque las ‘figuras’ de Racing se negaron a jugar los últimos partidos aludiendo un trato hostil.

#### 1987-1988 Torneo del Interior (3.ª categoría)
Gracias a la buena campaña realizada en la liga mendocina del campeonato 1987 en el cual salió subcampeón, logra clasificar al antiguo torneo del Interior (competición que daba la posibilidad de ascender a la segunda categoría del fútbol de Argentina). En dicho torneo correspondiente al año 1988 queda en segunda ubicación y en zona de clasificación para la siguiente etapa de la región andina y logra clasificar a cuartos de final donde enfrenta al Club Almagro y queda eliminado por un global de 3 a 2.
En 1989 disputa la Liga Mendocina de fútbol en donde en el torneo apertura queda cuarto con 14 unidades.
En 1990 queda sexto en el apertura con 13 unidades y en la tabla general queda noveno con 24 puntos.
En 1991 realiza una campaña de 7 victorias, 9 empates y 6 derrotas quedando quinto con 23 puntos.
En 1992 queda séptimo con 19 unidades.
En 1993 en el torneo clausura clasifica para jugar la liguilla, para obtener una plaza en el torneo del Interior de 1993/94 y en semifinales pierde con Luján Sport Club por penales por 5 a 4.

#### 1993-94 Descenso a la B en Liga Mendocina
En el apertura de 1993 Argentino queda noveno en la tabla de posiciones y también en la tabla de promedios en consecuencia debía jugar la promoción para quedarse en la A de la liga mendocina. Juega la promoción con Gutiérrez Sport Club. En el partido de ida gana Argentino por 3 a 1 y en la vuelta gana Gutiérrez por 4 a 2, quedando igual en el global jugaron un tercer partido el cual salió 1 a 1 y todo se definió en los penales y la academia perdía por 7 a 6 y por primera vez en su historia jugaría en la B de la Liga mendocina de Fútbol.
Disputa su primer torneo en la segunda categoría del fútbol mendocino y resulta primero en la tabla de posiciones con 31 unidades producto de una campaña que arrojó 14 victorias, 3 empates y 1 derrota. De esta forma ascendía a la A de la liga mendocina.

#### 1994 Torneo Transitorio-Regreso a la A en Liga Mendocina
Disputa en torneo transitorio 1994 ya en la A de la liga y sale segundo con 21 unidades.

#### 1995-1996 Bicampeonato Liga Mendocina
El 17 de septiembre de 1995 Atlético Argentino se consagra campeón de la liga mendocina de fútbol, con la mayoría de jugadores surgidos de la cantera del club, hacia 36 años que no se coronaba campeón desde aquel lejano 1959. El último partido lo disputó contra su clásico rival, el Deportivo Guaymallén al cual venció por 2 a 1. Esa misma victoria le permitió obtener su séptimo título en la Liga Mendocina. En esa campaña sumó 54 puntos producto de 15 victorias, 9 empates y solo 2 derrotas.
Plantel de Argentino Campeón 1995: Fermín Sedano, Cristian Gautier, Evaristo Lucero, Braulio Malito, Alejandro Munafó, Pablo Lucero, Miguel Gallardo, Rodolfo Palazzetti, Luis Farina, Luis Derrigo, Marcelo Gerardi, Ariel Morichetti, Mauricio Lucero, Roberto Piñeyrúa, Alfredo Lucero, Andrés Lamotta, Gastón Gómez, Jorge Toledo, Sergio Mosconi, Funes, Espinosa, Aguilar, Atencio, García. DT: Juan Muñoz
Al año siguiente juega la final anual de la Liga Mendocina contra Academia Chacras de Coria al cual derrota por 4 a 0, con goles de Derrigo, Tapia, Gerardi y Morichetti de esta forma el Boli se consagraba bicampeón de la liga.
Gracias a esa buena campaña Atlético Argentino disputó el primer certamen del Torneo Argentino B, en el cual consigue 5 victorias, 2 empates y 2 derrotas. Queda segundo en la tabla de posiciones con 18 unidades, abajo de Sporting Club Victoria de San Luis quien clasificaría a la siguiente instancia.

#### 1996-1997 Argentino B
El club vuelve a disputar el Torneo Argentino B resultando primero en la tabla de posiciones de la primera etapa con ocho unidades por encima del Club Atlético Unión (Villa Krause), Club Sportivo Árbol Verde (Concepción) y su clásico rival, el Deportivo Guaymallén de esta forma clasificaba a la tercera etapa. En dicha etapa quedó tercero y sin chances de clasificar ya que clasificaban a la etapa final los dos primeros de la tabla.

#### 1997-1998 Argentino B
La academia disputa por tercera vez consecutiva el Torneo Argentino B, quedando tercero en el grupo Cuyo 1 de la primera etapa y sin posibilidades de avanzar en el torneo.

#### 1999-2005 Segundo Descenso Liga Mendocina-Retorno
En estos años Argentino no disputó ningún torneo federal.
En la liga mendocina del año 2002 Argentino desciende por segunda vez a la B de la liga.
En 2003 en su segundo paso por la B, sale campeón del torneo apertura ganando la final 3 a 0 al Club Fray Luis Beltrán y también sale campeón del torneo clausura de la B, ganando la final 2 a 0 al Centro Deportivo Rivadavia y de esta forma vuelve a la máxima categoría del fútbol mendocino.
Se destaca en el año 2005 la buena campaña que realizó el club en la liga mendocina quedando en segundo lugar en el apertura y en tercer lugar en el clausura.

#### 2006-2007 Argentino C
Disputa el antiguo Torneo del Interior (actual Federal C) quedando en segunda ubicación en la tabla de posiciones de la zona 6, por debajo del Deportivo Guaymallén, sin embargo clasificaría a la segunda fase por el segundo ascenso, donde se enfrentó en primera clasificatoria al Club Jorge Newbery (Villa Mercedes) y derrotó en la ida de local por 2-0 y en la vuelta por 1-0. En la segunda clasificatoria se enfrentó a su clásico rival el Deportivo Guaymallén quien lo eliminó con un resultado global de 4-2, en el partido de ida fue igualdad en 1 mientras que en la vuelta el tricolor ganó por 3 tantos contra 1.

#### 2007-2008 Argentino C
Vuelve a disputar el Torneo del Interior (actual Federal C) quedando primero en la tabla de posiciones de la primera fase, clasificando a la segunda fase. En la primera eliminatoria enfrenta a Deportivo Chilecito, ganándole en la ida 0-1 y en la vuelta 5-0 (global 6-0). En la segunda eliminatoria enfrentaría a Deportivo Bowen ganándole con un global de 5-3. Donde en el partido de ida en San José lo ganaría Argentino por 5-2 y en la vuelta caería derrotado por un gol. En la tercera eliminatoria chocaría con Sportivo Peñarol (Chimbas) al que derrotaría con un global de 6-0. En la ida la academia se impuso por 5-0 y en la vuelta ganó por 0-1. En la cuarta clasificatoria (instancia de semifinal) enfrentaría a Atenas de Río Cuarto quedando empatado en el resultado global por 2-2 y en los penales quedaría eliminado imponiéndose el conjunto cordobés por 7-6. De esta forma obtenía el derecho de jugar la fase previa de la promoción donde enfrentó a Asociación Cultural y Deportiva Altos Hornos Zapla y ganó por un global de 4-3, siendo derrotado en el partido de ida por 3 a 2 y en la vuelta ganando 2 a 0 en San José. Esta victoria le permitió jugar la promoción con Gimnasia y Tiro de Salta que jugaba en el Argentino B y el resultado fue a favor del equipo del norte con un global de 3 a 2. En la ida en cancha de Argentino igualaron 2 a 2 y en el norte la academia cayó por 1 a 0. De esta forma Gimnasia y Tiro mantenía la categoría en el Argentino B y Argentino perdía las posibilidades de ascender.
Por su buen desempeño deportivo es invitado a jugar el Argentino B 2007-2008, donde en primera fase quedó en cuarto lugar de la tabla de posiciones y sin posibilidad de clasificar a la fase final.

#### 2008-2009 Argentino B-Tercer descenso Liga Mendocina-Retorno a la A
Volvió a disputar el Argentino B, realizando una mala campaña que lo dejó penúltimo en la tabla de posiciones de la primera fase.
En la Liga mendocina perteneciente al campeonato del año 2009 desciende por tercera vez en su historia a la B. Y ese mismo año sale campeón de la segunda división del fútbol mendocino con 26 puntos y asciende nuevamente a la A.

#### 2009-2010 Argentino B-Descenso

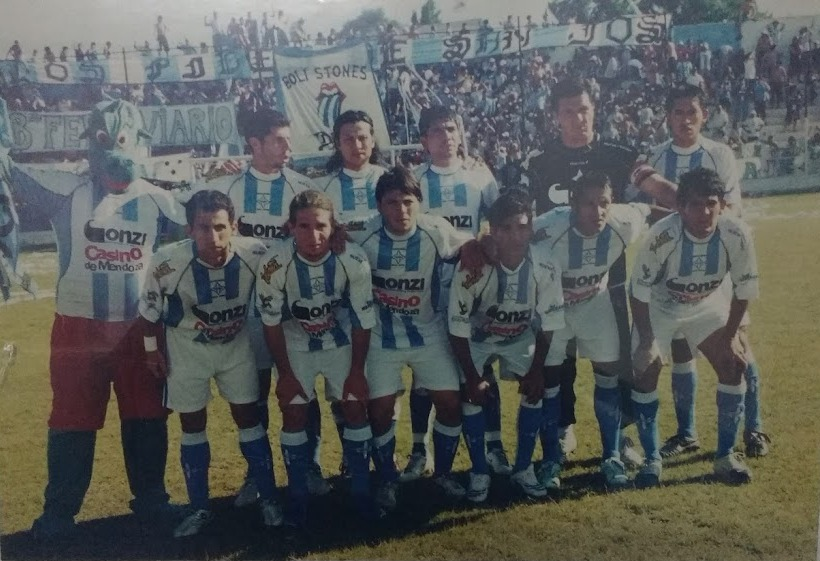
Atlético Argentino- Torneo Argentino B 2009-10

Disputó el Argentino B, realizando una mala campaña que lo dejaría último en la tabla de posiciones y de esta forma descendía de categoría. La campaña fue 1 victoria, 4 empates y 9 derrotas.

#### 2011-2012 Argentino C
Disputa el Torneo del Interior (actual Federal C) pero no logra clasificar a la etapa final

#### 2012-2013 Argentino C
Nuevamente compite en el Torneo del Interior (actual Federal C) y en la fase de grupos queda tercero, lo que no alcanzaría para avanzar de fase

#### 2013-2014 Argentino C
Una vez más disputa el Torneo del Interior (actual Federal C) realizando una buena campaña que lo dejaría primero en la fase de grupos con 11 unidades, 3 partidos ganados, 2 empatados y 1 perdido. En la segunda fase en segunda eliminatoria se enfrenta a Fundación Amigos por el Deporte y se impone la academia por un global de 5 a 2. En el partido de ida caía Argentino por 2 a 1 y en la vuelta ganaba con un contundente 4 a 0. En la tercera eliminatoria se toparía con el Centro de Empleados de Comercio el cual lo deja eliminado con un resultado global de 4 a 3 a favor del comercial.
Por mérito deportivo es invitado a jugar el Torneo Federal B 2014 y en la fase de grupos queda sexto en la tabla de posiciones sin posibilidades de avanzar.

#### 2013-2014 Federal B-Copa Argentina
Nuevamente disputa el torneo Federal B y queda segundo en la fase de grupos con una buena campaña que arrojó 7 partidos ganados, 5 empates y 2 derrotas. En la primera ronda de la etapa final Argentino derrotó a Sportivo Peñarol por un global de 4 a 3. En la ida en San Juan cayó por 3 a 1 y en la vuelta en San José remonto aquel resultado ganando por 3 a 0. En la segunda ronda de la etapa final (instancias de semifinal) pierde con Huracán Las Heras, quedando empatado el resultado global en 2 a 2, se definió la serie desde los doce pasos ganando el conjunto de Las Heras por 3 a 0.
También clasificó y jugó por primera vez en su historia la Copa Argentina edición 2013-14, en la fase preliminar regional I se enfrenta con el Club Centro de Empleados de Comercio e igualan 1 a 1, y por penales Argentino se impone por 5 a 4 y pasa a la siguiente ronda. En la fase regional II se cruza con el Club Atlético Gimnasia y Esgrima (Mendoza) y cae derrotado por 1 a 0.

Copa Argentina-Atlético Argentino de Mendoza

#### 2015 Federal B-Copa Argentina
Juega por segunda vez la Copa Argentina en su edición 2014-15, donde en la primera etapa se enfrenta al Club Centro de Empleados de Comercio y gana por 1 a 0, en la segunda etapa se enfrenta al Club Atlético Huracán Las Heras, el partido termina igualado 1 a 1 y por penales Argentino cae 3 a 0.
Una vez más compite en el torneo Federal B, donde queda octavo en la tabla de posiciones de la primera fase, lo que no le alcanzó para avanzar, aquella campaña arrojó 5 victorias 7 empates y 9 derrotas

#### 2016 Federal B
Disputa el Torneo Federal B 2016, quedando cuarto en la tabla de posiciones de la fase de grupos lo que no le alcanzó para clasificar. Los datos de esa campaña fueron 2 partidos ganados, 3 empates y 3 derrotas.

#### 2017-2018 Problemas Económicos-Restructuración del Club

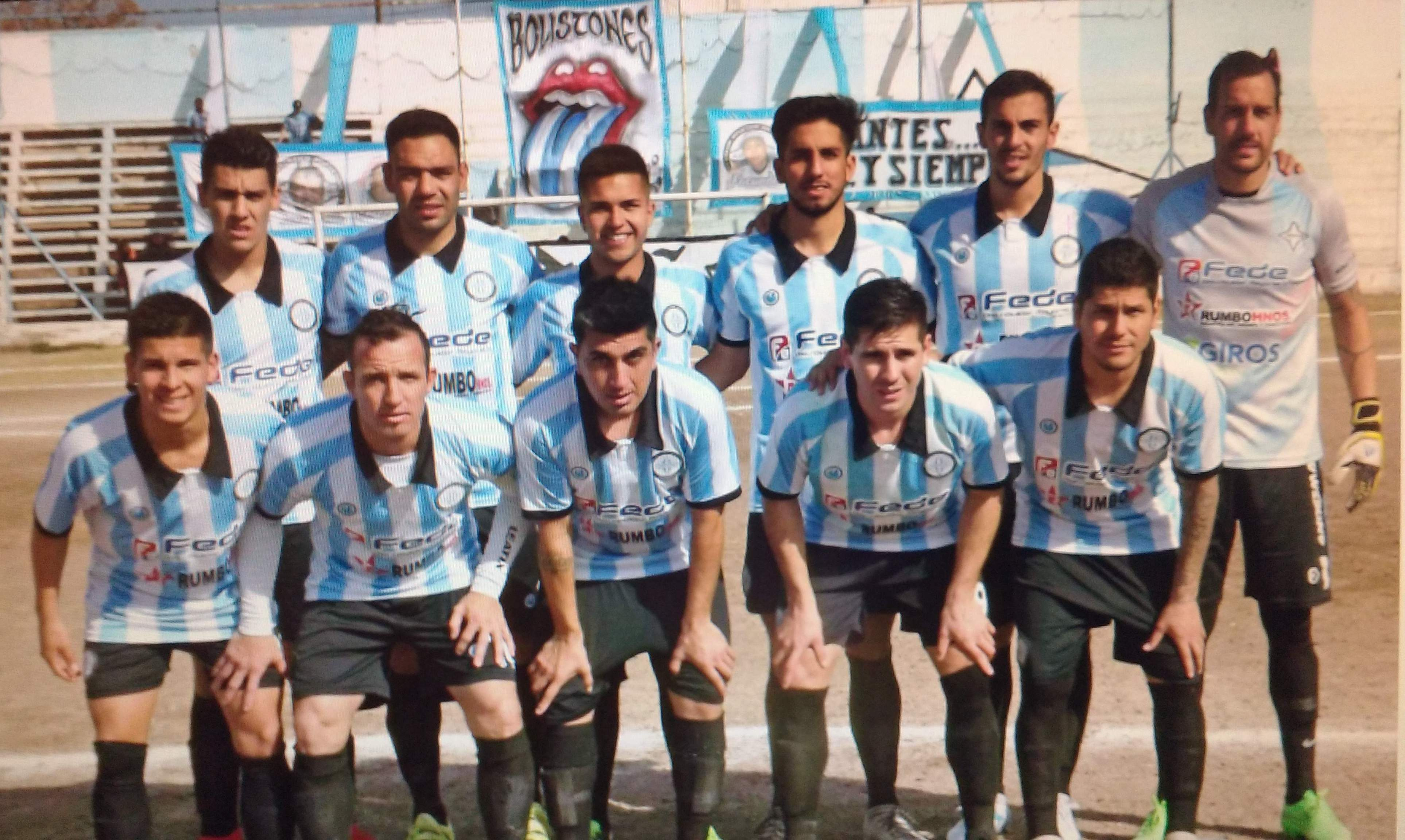
Atlético Argentino 2018

A raíz de problemas financieros, Atlético Argentino desistió jugar el Torneo Federal B 2017. La Academia decidió dar un paso al costado debido al escaso apoyo en sus arcas para afrontar el certamen, a través del comunicado que emitió, le solicitó al Consejo Federal no perder la plaza y sí poder participar el campeonato posterior.
El nuevo proyecto del club se basa en fomentar con arduo trabajo las divisiones inferiores de la institución. Así fue que en el 2017 solo disputó la Liga Mendocina, en el apertura quedó en la posición 13 con 23 unidades y en el clausura quedó en la posición 15 con 19 puntos.
En el año 2018, con la conducción técnica de Pablo Cuello, nuevamente juega la Liga Mendocina de Fútbol, realizando una buena campaña en el torneo Apertura en la cual queda quinto en la tabla de posiciones producto de 10 victorias, 3 empates y 5 derrotas, con 36 goles a favor y 26 goles en contra. Se destacan en aquel torneo la vuelta al club de sus amores de Matías García y la actuación de los delanteros académicos: Álvaro Veliez y Emanuel Lucero quienes anotaron 11 goles cada uno y fueron los goleadores de Argentino. Por su buena actuación en el torneo Álvaro Veliez y Matías García fueron fichados por el Deportivo Maipú para afrontar el Torneo Federal A 2018-19 y Emanuel Lucero fue transferido a Gimnasia y Esgrima (Mendoza)
En el clausura 2018 tras la renuncia de Pablo Cuello se pone al frente del equipo Marcelo "el Gato Gerardi"que como director técnico realiza una campaña regular quedando en la posición número 12, producto de siete triunfos, tres empates y nueve derrotas, con 22 goles a favor y 24 en contra.
Durante el transcurso del torneo clausura Argentino peleaba con Talleres y Luján para clasificar al Torneo Regional Federal Amateur 2019, pero el objetivo no se pudo cumplir ya que la Academia quedó a tres puntos de Andes Talleres, el segundo clasificado.
Tabla clasificatoria Regional
| Equipo                       | Pts | PJ | PG | PE | PP | GF | GC | DG |
| ---------------------------- | --- | -- | -- | -- | -- | -- | -- | -- |
| Centro Empleados de Comercio | 77  | 37 | 23 | 8  | 6  |    |    |    |
| Talleres                     | 60  | 37 | 18 | 6  | 13 |    |    |    |
| Luján                        | 59  | 37 | 18 | 5  | 14 |    |    |    |
| Atlético Argentino           | 57  | 37 | 17 | 6  | 14 |    |    |    |

Plantilla y cuerpo técnico 2018 

#### 2019 Liga Mendocina

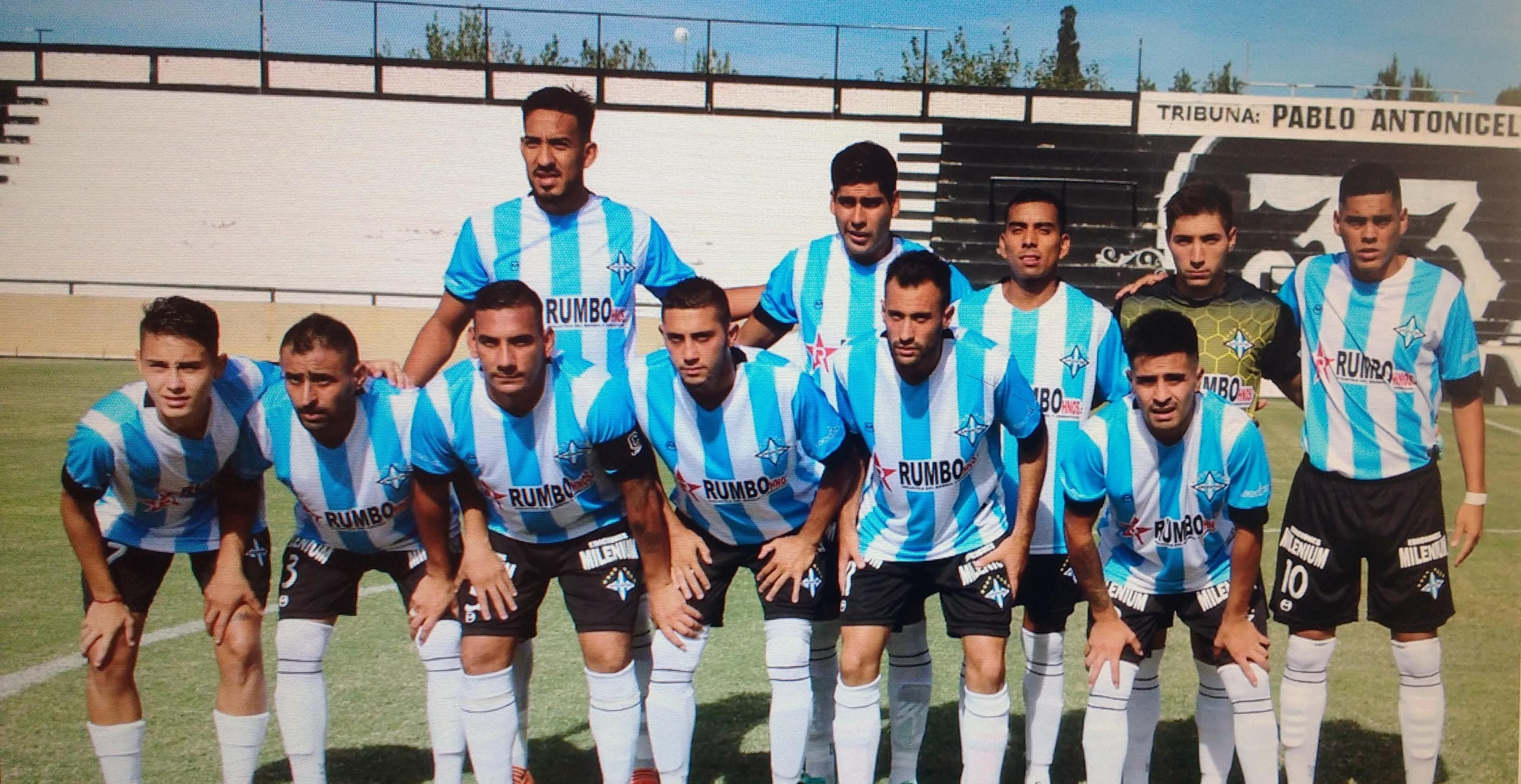
Atlético Argentino 2019

Finalizado el campeonato de la Liga Mendocina 2018 se producen elecciones en el club y asume una nueva comisión directiva otra vez encabezada por Ángel Gómez en la presidencia, bajo la lista "Pasión Albiceleste"
Comenzado el 2019 llega al club la DT Silvana Villalobos con el proyecto de fortalecer las divisiones inferiores y ser partícipe de la Liga, para clasificar al próximo Torneo Regional Federal Amateur
En el campeonato de la Liga 2019, se consigue clasificar al reducido por un ascenso al Torneo Regional Federal Amateur 2020 y la academia se enfrenta a Gutiérrez Sport Club en cuartos de final. El partido de ida en el Mauricio Serra, Argentino pierde por 1 a 2 y en la vuelta caía también por 2 a 1, de esta forma quedaba eliminado. 
Por Copa Mendoza en dieciseisavos de final jugaría contra FADEP a partido único, de local. El partido terminó 1 a 1 y se definió por la tanda de penales en la que Argentino perdía por 7 a 8.

#### 2020 Liga Mendocina "Copa Guillermo Pereyra"
El campeonato del año 2020 fue programado de manera contingente, debido a la Pandemia de COVID-19
Se firma un contrato por 4 años con la Fundación Ricardo Godoy con el objetivo de ordenar el club deportivamente e institucionalmente 
Asume a la conducción técnica Sebastian Cloquell. 
Resultados de la temporada 2020:
| FECHA | LOCAL              | RESULTADO | VISITANTE            | GOLES DE ARGENTINO                                |
| ----- | ------------------ | --------- | -------------------- | ------------------------------------------------- |
| 1     | Andes Talleres     | 2-0       | Atlético Argentino   | -                                                 |
| 2     | Atlético Argentino | 5-0       | Deportivo Algarrobal | Jorge Arabale x2-Emanuel Lucero x2-Luciano Trippi |
| 3     | Rodeo del Medio    | 1-3       | Atlético Argentino   | Emanuel Lucero-Juan Fontemachi-Jorge Arabale      |
| 4     | Atlético Palmira   | 2-1       | Atlético Argentino   | Jorge Arabale                                     |
| 5     | Atlético Argentino | 1-0       | Lujan Sport Club     | Luis Méndez                                       |

SEGUNDA ETAPA "COPA GUILLERMO PEREYRA" ZONA B 
| FECHA | LOCAL                | RESULTADO | VISITANTE          | GOLES DE ARGENTINO |
| ----- | -------------------- | --------- | ------------------ | ------------------ |
| 1     | Atlético Argentino   | 0-4       | Atlético Palmira   | -                  |
| 2     | Gutiérrez Sport Club | 3-0       | Atlético Argentino | -                  |
| 3     | Atlético Argentino   | 1-3       | Rodeo del Medio    | Cristian Jofre     |
| 4     | Fecha Libre          | -         | Fecha Libre        | -                  |
| 5     | Academia Chacras     | 2- 3      | Atlético Argentino | -                  |

#### 2021 Liga Mendocina "Copa Leopoldo Jacinto Luque"
En la etapa clasificatoria Argentino queda en segunda posición clasificando a la zona campeonato, la cual quedó en sexto lugar (con 4 victorias, 1 empate y 4 derrotas) y no clasificando al hexagonal final 

#### 2022 Liga Mendocina Torneo Apertura "Copa Sergio Merlos"
En el torneo apertura Argentino quedó en la posición 18° logrando obtener 20 puntos producto de 5 victorias, 5 empates y 10 derrotas 

#### 2022 Copa Mendoza
En la primera fase Argentino le gana 2 a 1 a Andes FC. En la segunda fase derrota al CEC por 3 a 1 en la cancha de Andes Talleres. 
En la tercera fase le gana a Independiente Rivadavia de local por 2 a 0 pasando así a cuartos de final donde se enfrenta a SC Pacífico y lo derrota por 3 a 0 el 9 de noviembre de dicho año. 
El 15 de noviembre se disputó la semifinal contra Gimnasia y Esgrima y la academia perdió por 5 a 0 quedando eliminado de la copa Mendoza  

#### 2022 Liga Mendocina Torneo Integración
En el torneo integración que comenzó en agosto de 2022. Argentino integró la Zona B y clasificó en segundo lugar con 28 puntos a los cuartos de final donde perdió contra Deportivo Guaymallén por 2 a 1

#### Torneo Regional Federal Amateur 2022-23
Atlético Argentino volvía a disputar la cuarta categoría del futbol argentino y formaba parte de la zona 1 de la región cuyo. Compartía grupo con Gutierrez, Fadep y Luján. 
Quedó en segundo puesto con 11 puntos y no clasificó a la etapa de eliminación directa para un ascenso al Federal A

#### 2023 Liga Mendocina Campeonato Unificación Torneo Apertura
Atlético Argentino integró la zona 1 y quedó en quinta posición con 26 puntos sin poder clasificar a los cuartos de final de dicha competición

## Estadio

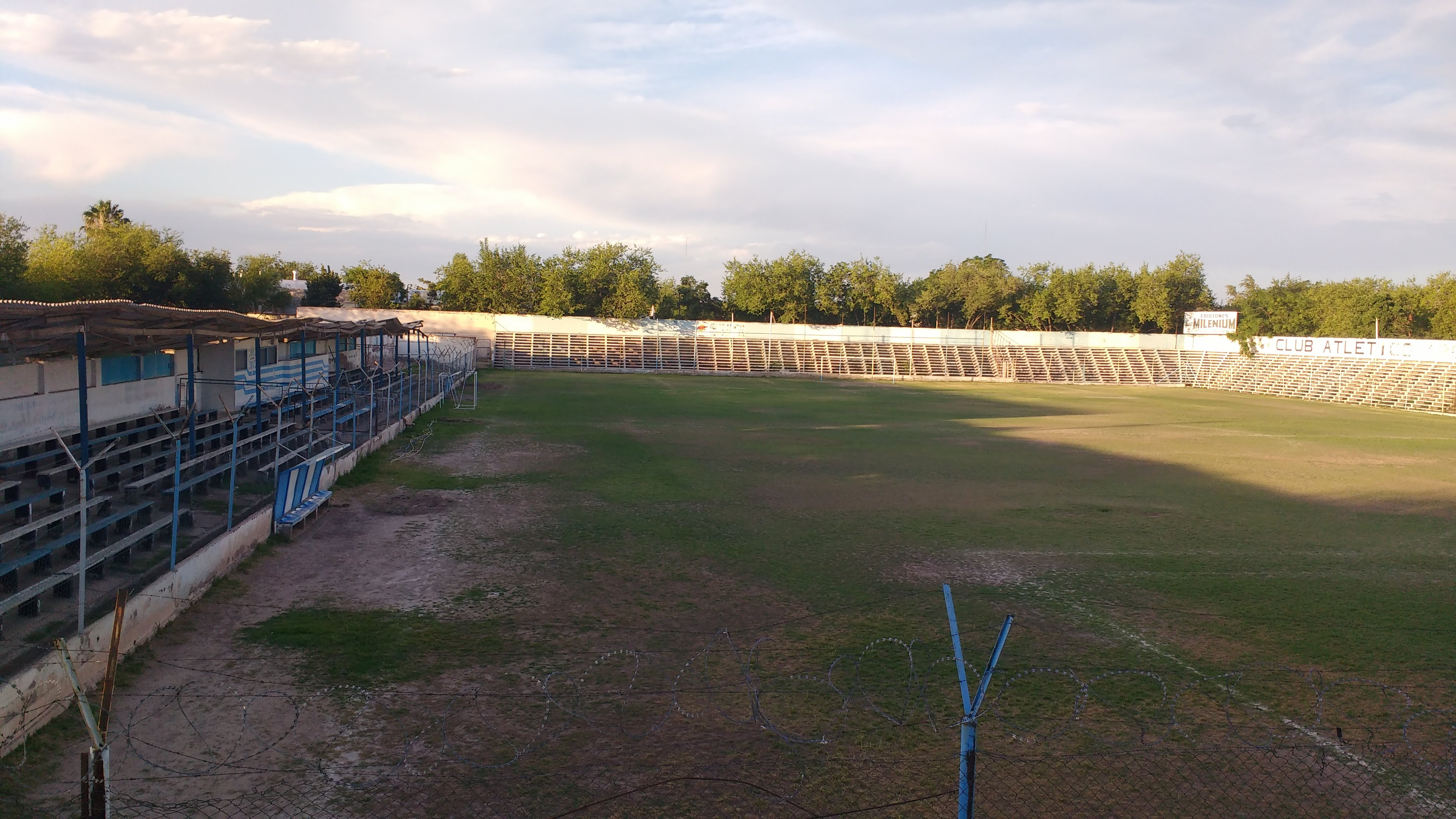
Estadio del Club Atlético Argentino Mendoza, visto desde la popular sur

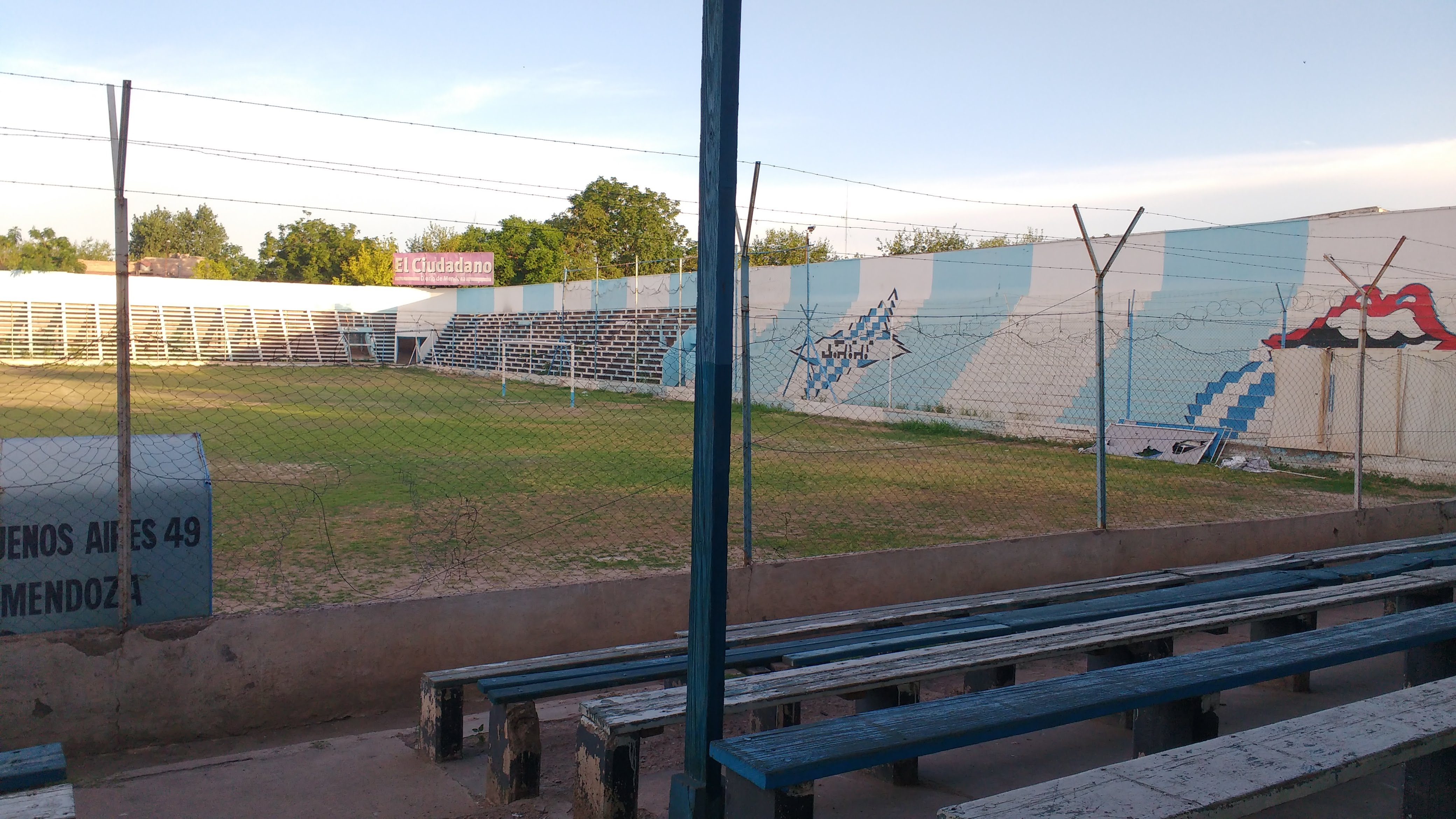
Estadio Ing Mauricio Serra, visto de la platea techada Oeste

El actual estadio se encuentra ubicado en calle Mitre y Correa Saá de San José, departamento de Guaymallén y se inauguró el 25 de mayo de 1947. Los terrenos fueron cedidos por la familia de Aldo Casé Serra, propietaria de la reconocida bodega que lleva su mismo nombre. El nombre de dicha sede es Mauricio Serra.
En enero de 2018 comenzó la construcción del polideportivo en la parte sur, que además de beneficiar a las actividades que hoy se desarrollan en Argentino, como patinaje, karate y fútbol femenino, permitirán sumar nuevas disciplinas como básquetbol, vóleibol y balonmano.
La superficie total del terreno del club es de 21504 metros cuadrados

### Museo "Lila De Marinis"

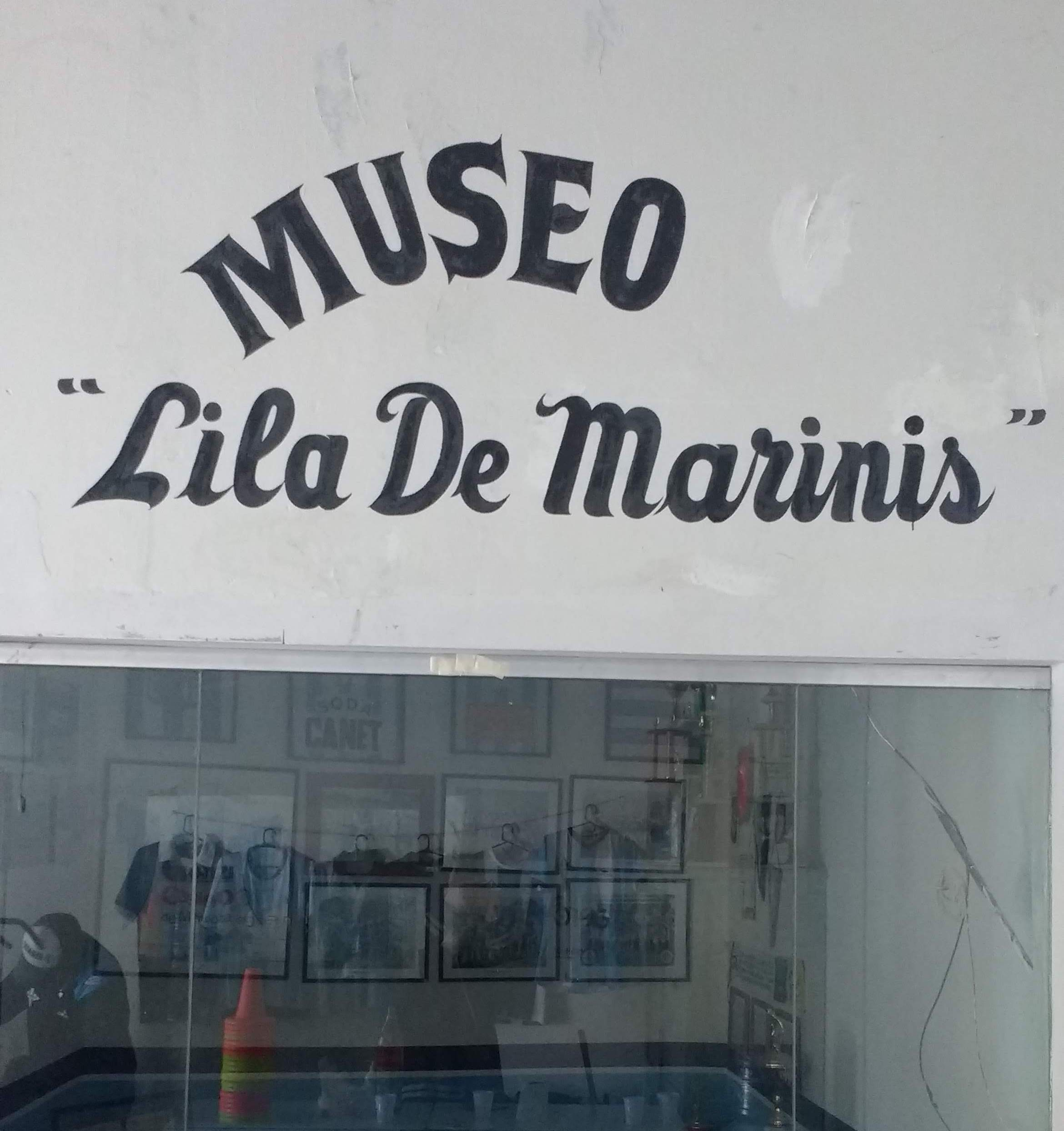
Museo "Lila de Marinis" del Atlético Argentino Mendoza

El 25 de mayo de 2014 tuvo una conmemoración por partida doble para la familia del club Atlético Argentino. A los festejos patrios de la República Argentina se les sumó la inauguración del museo Lila De Marinis, en homenaje a la destacada baloncestista que defendió los colores albicelestes durante la década del ’60 y ’70.
Recortes periodísticos también son parte del museo. Las antiguas butacas de la platea, y el viejo y colorido contador de bochas se suman a los recuerdos. También se encuentra el contrato original suscripto entre Racing y Argentino, por el cual la institución de Avellaneda le cedió su plantel para la disputa del torneo mendocino.
Para los amantes de las estadísticas, también hay cosas preciadas. La planilla oficial del encuentro que sostuvieron Argentino y Valencia (España) el 31 de julio de 1980 adorna una de las paredes del recinto.
El 20 de junio de 2018 se produjo la reapertura del museo con la presencia de leyendas del club como Alfredo Quique Lucero y Andrés Molina. La celebración contó con las actuaciones de las bandas La Bolivian, Rubén Villalobos y The Drinks Teams, además del actor Sacha Barrera Oro.

### Predio "Aroldo Cortenova"
En 2001, la Municipalidad de Guaymallén le donó al Atlético Argentino un terreno a pocas cuadras del club en comodato por diez años.
Estas tierras habían pertenecido al ferrocarril y se encuentran a pocos metros de la intersección de calles Godoy Cruz y Mitre. En ese entonces, el club de San José limpió el terreno, lo ambientó y lo llamó Aroldo Cortenova, nombre de una de las máximas glorias del club de San José. Los chicos de las inferiores de la Academia habían logrado tener en el barrio una zona propia donde hacer deporte.
Pero no pasó mucho tiempo para que esas tierras fueran usurpadas y en ellas se construyeran viviendas precarias, por lo que con el correr de los días Argentino se resignó a no poder hacer uso de ellas.
En el año 2003, la municipalidad dio de baja al expediente en el que le otorgaba esas tierras al club y todo quedó en la nada.
A principios de 2015, y después de doce años de haberlo perdido, se produjo el desalojo de las precarias viviendas y de las familias que las habitaban, quienes fueron reubicados en un barrio social.
Al advertir esta situación, el club Argentino comenzó a gestionar la reapertura del expediente archivado.
Desde el club lograron dar con el expediente nuevamente, caminaron la municipalidad y hablaron en varias oportunidades con el intendente de ese entonces Luis Lobos. Este tenía la proyección de hacer un parque central en ese sector pero, ante la imposibilidad económica del municipio, eso quedó en la nada.
En la actualidad el expediente se encuentra en la municipalidad a la espera de ser revisado por el intendente electo en 2016, Marcelino Iglesias, quien deberá tomar una decisión al respecto.
El caso ha tomado una gran repercusión entre los mendocinos, en medios de comunicación y redes sociales, y ha contado con el apoyo de muchas personalidades del ambiente local, quienes se sumaron a la causa.
El club desea recuperar este predio para brindarles a los cientos de chicos de inferiores un lugar donde entrenar y, por qué no, competir, en San José y apocas cuadras del club. Hoy en día, los chicos de la cantera de la Academia se entrenan en un predio que, con mucho sacrificio, alquilan en Rodeo de la Cruz. No sólo queda muy lejos, sino que además al club no le alcanza para brindar una movilidad, por lo que los chicos de corta edad se las rebuscan para llegar.
El presidente de la Liga Mendocina, Carlos Suraci, se manifestó de la siguiente manera: "La Liga Mendocina acompaña el reclamo, porque Argentino es un club muy popular de Guaymallén, con mucha historia, y necesita estas tierras para la continuidad de su crecimiento"

### Polideportivo "Vicente Ayanián"

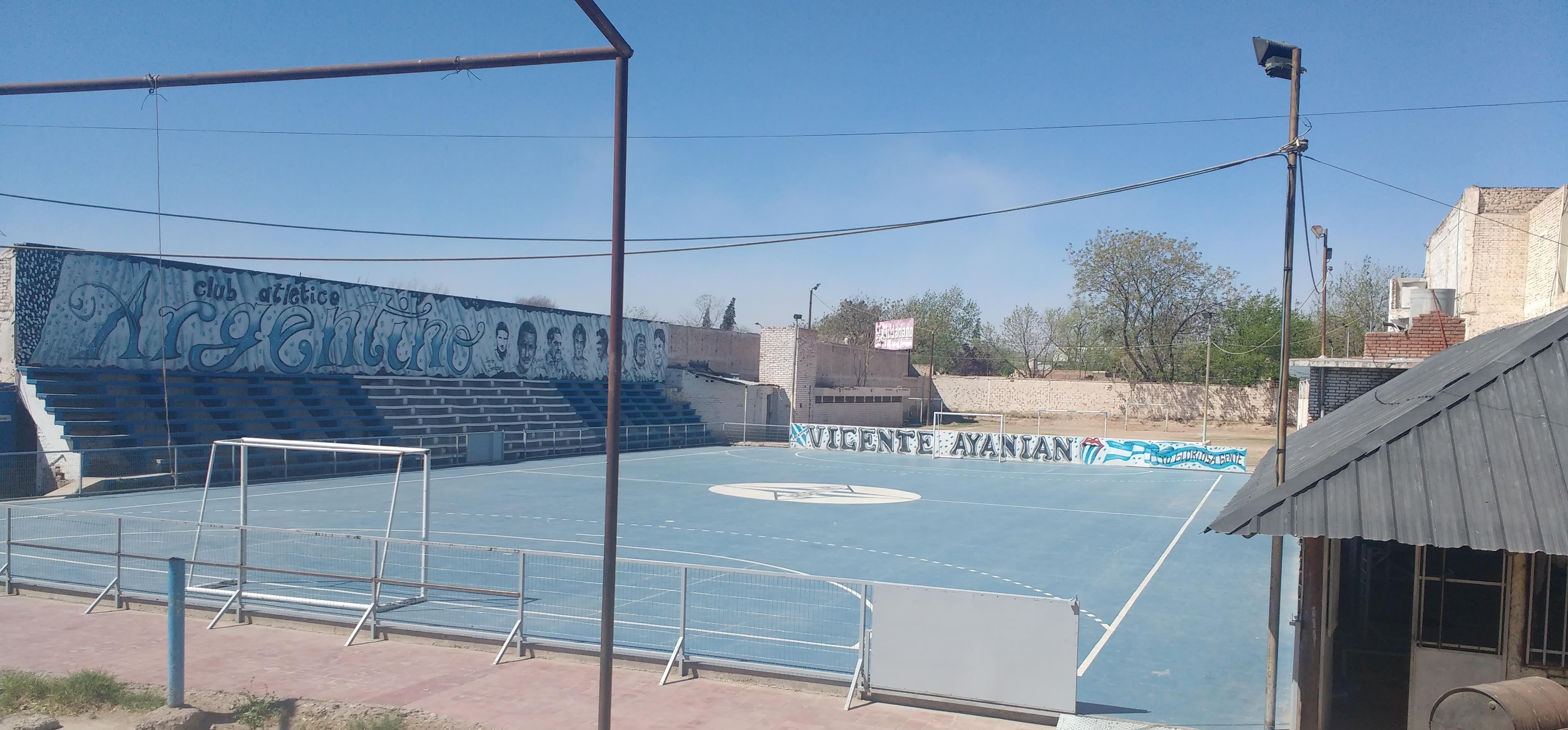
Polideportivo "Vicente Ayanián"-Atlético Argentino

El 25 de mayo de 2018 concluyó la primera etapa del microestadio Vicente Ayanián. La apertura del microestadio se hizo en medio de un clima festivo con la participación de los chicos de las divisiones inferiores de fútbol, loas karatecas y las patinadoras. La presencia de algunos expresidentes le dio un toque emotivo al acto. Estuvieron el propio Ayanian (colaborador permanente del Boli) Alejandro Adaro y Carlos Aznar.
Las obras del microestadio fueron encaradas y llevadas adelante por la agrupación Tu Gloriosa Gente, conformada por allegados e hinchas, que sin ningúin aporte estatal (tanto provincial como municipal) reunieron los fondos con cenas, venta de indumentaria y otras actividades, con la colaboración de socios, simpatizantes y la comisión directiva.
El presidente de Argentino, Fabián Rumbo, elogió y agradeció la tarea de Tu Gloriosa Gente y se mostró feliz por la inauguración de la pista que vino a reemplazar la antigua cancha de baldosas. La tribuna del microestadio también fue levantada por gestión de la agrupación mencionada.
Rumbo destacó también la apertura del merendero "Facundo Sosa" al que diariamente asisten niños carenciados de la zona. La colaboración de la comunidad con la donación de alimentos es clave para su funcionamiento.
Vicente Ayanian, por su parte, muy emocionado por el reconocimiento, felicitó a la actual comisión directiva y a Tu Gloriosa Gente y anunció que el próximo paso será techar el polidepiortivo.

## Escudo
|      |      |      |      |      |
| 1948 | 1960 | 1997 | 2009 | 2019 |

## Uniforme
- Uniforme titular: camiseta celeste y blanca a rayas verticales, pantalón negro, medias blancas.
- Uniforme alternativo: camiseta gris y negro a rayas verticales, pantalón negro y medias azules.

| Titular | Suplente |

## Himno
La Marcha Oficial del Club Atlético Argentino fue escrita por Arrigo Zanessi y Hugo Chiófalo
La marcha fue grabada a principios de 1960 por Arrigo Zanessi. En la voces estaban el propio Zanessi, Hugo Chiófalo y Jorge Montaña. Fue grabada en los estudios Zanessi de la ciudad de Mendoza.

## Jugadores

### Estadísticas
Estas son estadísticas de los jugadores que más goles convirtieron a lo largo de la historia del club tanto en Liga Mendocina de Fútbol como en Torneos de AFA
| Futbolista               | Goles |
| ------------------------ | ----- |
| Medardo Sosa             | 122   |
| Adolfo Soares            | 78    |
| P. Ruffo                 | 51    |
| Pedro Gallina            | 45    |
| S. Fernández             | 30    |
| Héctor Flamant           | 27    |
| J. Villadeamigo          | 26    |
| Alfredo Quique Lucero    | 25    |
| Emanuel "Picante" Lucero | 22    |
| Miguel Albarracin        | 19    |
| Benito Emilio Valencia   | 19    |
| Ribes                    | 18    |
| O. Giacché               | 17    |
| Pluis                    | 16    |
| Pascual "Cabecita" Curia | 15    |
| Eladio Oropel            | 14    |
| A. López                 | 13    |
| Luis Farina              | 13    |
| Andrés Molina            | 12    |
| Álvaro Veliez            | 11    |
| G. Hornos                | 11    |
| J. Amábile               | 10    |
| Pedro Mareque            | 10    |
| Gustavo Navarro          | 10    |
| Fabián Derrigo           | 10    |
| Raúl Zolorza             | 8     |

## Presidentes

### Cronología de presidentes
- (1971)-Osvaldo Lázzaro
- (1978)-Gerardo Del Matto
- (1986)-Juan Antonio Lanutti
- (1992)-Carlos Aznar
- (1995)-Jorge Blanco[90]
- (1996)-Rubén Espinoza
- (2003)-Ángel Gómez
- (2005)-Fabián Ramírez[91]
- (2007)-Alejandro Adaro[92]
- (2012)-Miguel Miranda[93]
- (2014)-Nelson Reinoso
- (2015)-Rubén Martelli[94]
- (2017)-Fabián Rumbo[95]
- (2019)-Rubén Martelli[96][97]
- (2022)-Ricardo Godoy

### Comisión Directiva
La actual comisión directiva del Atlético Argentino está formada por:
| Comisión directiva |
| |
| - Presidente: - Ricardo Godoy - Vicepresidente 1°: - Leonardo Rivarola - Vicepresidente 2°: - Renzo Bracamonte - Vicepresidente 3°: - Rubén Martelli - Secretario: - Matías Bravo - Prosecretario: - Jorge Oliveri - Tesorero : - Alejandro Adaro - Revisores de cuentas: - Mariela Puebla y Mauricio Gareca - Secretario de actas: - Sergio Carreño - Vocales titulares: - F. Rumbo, D. Lamotta. L. Balmaceda, A. Arias - Vocales suplentes : - M. Sivera, D. Becerra, R. Becerra, F. Díaz |
| |

## Entrenadores

### Cronología de entrenadores
- Armando Nocetti(1959)[98]
- Miguel Converti (1968)[99]
- Alberto Mona García / Miguel Corral y Quito Pacheco (1969)
- Francisco Morillas (1970)
- Elio Montaño (1971)
- Miguel Converti / Aroldo Cortenova (1972)
- Orlando Garro (1973)
- Abel Sklate (1975-76)
- Aroldo Cortenova (1976)
- Bernardino Prado (1979)
- Orlando Cipolla (1980)
- Aroldo Cortenova (1981)
- Pedro Palazzo / Salvador Spadano (1984)
- Gualberto Vidal Muggione / Pedro Palazzo (1985)
- Pedro Palazzo / Aroldo Cortenova / Rogelio Domínguez (1986)
- Francisco Ontiveros (1987-1988)
- Oscar Díaz / Aroldo Cortenova (1989)
- Jorge Coch / Hugo Rubén Pedraza (1990)
- Miguel Corral (1991)
- Miguel Bordón (1992)
- Carlos Montagnoli (1993)
- Oscar Díaz (1994)
- Carlos Molina / Juan Muñoz (1995)
- Mario Picollo / Juan Muñoz (1996)
- Juan Muñoz (1997-1998)
- Moreno y Olivera (1998)
- Roberto Pascual Chavero (1999)
- Daniel Ceresoli (2003)
- Ramón Herrera (2004)
- Alberto Isaías Garro (2004)
- Juan Muñoz (2004-2005)
- Omar Funes (2006)
- Mario Cornejo- Gustavo Orellano (2006)
- Gustavo Orellano (2006)-2007)
- Rafael Iglesias (2008)
- Evaristo Lucero (2008)
- Omar Funes (2009)
- Leopoldo Jacinto Luque (2008-2013)[100][101]
- Pablo Cuello (2013)
- Sebastián Cloquell (2014-2017)[102][103]
- Aldo Bolado  (2017)[104]
- Marcelo Moyano  (2017)[105]
- Sebastián Avezon  (2017)
- Pablo Cuello (enero 2018-agosto 2018)[106][107][108]
- Marcelo Gerardi  (2018)[109][110]
- Silvana Villalobos (2019)[111][112][113][114][115]
- Sebastian Cloquell (2020-2021)[116]
- Carlos Hernández (2021-2022)
- Abel Flores (2022)
- Gonzalo Mut / Matias Ligutti (2023-presente)

## Datos del club

### Datos del club en el profesionalismo deAFA
- Temporadas en Primera División: 0.
- Temporadas en 2.ª: 2.
  - Temporadas en Torneo Regional: 2(1976/1985-86)
    - Mejor puesto: 2º 1976. Subcampeón[23]
    - Peor puesto: 3º Segunda Etapa-Fase de Grupos Torneo Regional 1985/86[28]
- Temporadas en 3.ª: 1
  - Temporadas en Federal A: 1 (1987-88). 
    - Mejor puesto: Cuartos de Final 1987-88.[117]
- Temporadas en 4.ª:  10 
  - Temporadas en Torneo Federal B: 10 (1995-96/1996-97/1997-98/2007-08/2008-09/2009-10/2013-14/2014-15/2015/2016).
    - Mejor puesto: Semifinal Torneo Federal B 2014. Semifinal
    - Peor puesto: 47º Torneo Argentino B 2009-10[118]
- Temporadas en 5.ª:  5 
  - Temporadas en Torneo Federal C: 5 (2006-07/2007-08/2011-12/2012-13/2013-14).
    - Mejor puesto: Semifinal Torneo del Interior 2007. Semifinal
    - Peor puesto: 3º Fase Clasificatoria Torneo del Interior 2012[119]

- Ascensos y descensos:

 Liga Mendocina 1995: ascenso al Torneo Argentino B 1995-96 (3 temporadas)
 Torneo Argentino B 1997-98: descenso a Liga Mendocina de Futbol 1999 (8 temporadas).
 Liga Mendocina de Futbol 2006: ascenso a Torneo del Interior 2007 (1 temporadas).
 Torneo del Interior 2007: ascenso a Torneo Argentino B 2008-09 (2 temporadas).
 Torneo Argentino B 2009-10: descenso a Torneo del Interior 2011 (3 temporadas).
 Torneo del Interior 2013:ascenso a Torneo Argentino B 2013-14 (4 temporadas).
 Torneo Federal B 2016: descenso a Liga Mendocina de Futbol 2017 (3 temporadas).

### Datos del club en la Liga Mendocina de Fútbol
- Temporadas en Primera División Liga Mendocina : 89
- Temporadas en Segunda División Liga Mendocina : 3
- No se cuentan partidos de Copa Vendimia, Copa de Honor, Torneos de verano y Copa Mendoza.

Atlético Argentino ha disputado 2367 partidos oficiales por Liga Mendocina de Fútbol
- Actualizado al 24 de abril de 2022.
- Último Partido: Atlético Palmira 3-0 Atlético Argentino .

| Ganados | Empatados | Perdidos | Goles a favor | Goles en contra |
| ------- | --------- | -------- | ------------- | --------------- |
| 973     | 597       | 797      | 3935          | 3374            |

### Mayores goleadas conseguidas
- En Liga Mendocina de Fútbol: 11-4 a Club Deportivo y Social Guaymallén el 18 de agosto de 1940[120]
- En Liga Mendocina de Fútbol: 11-1 a Sportivo Banfiel el 2 de junio de 2013[120]
- En Liga Mendocina de Fútbol]: 11-0 a Deportivo Lizuriaga el 16 de junio de 2013[120]
- En Liga Mendocina de Fútbo]: 8-2 a Academia Chacras de Coria Fútbol el 12 de octubre de 1957[120]
- En Torneo Argentino B: 4-0 a Club Atlético Unión (Villa Krause) en 1995
- En Torneo Argentino B: 5-0 a Atlético Peñaflor en 1996
- En Torneo Argentino C: 5-0 a Deportivo Chilecito en 2007
- En Torneo Argentino C: 5-2 a Deportivo Bowen en 2007
- En Torneo Argentino C: 5-0 a Sportivo Peñarol en 2007
- En Torneo Argentino C: 4-0 a Fundación Amigos por el Deporte en 2013

### Mayores goleadas recibidas
- En Liga Mendocina de Fútbol: 8-1 ante Club Atlético Palmira el 15 de septiembre de 1935[120]
- En Liga Mendocina de Fútbol: 8-2 ante Club Atlético Huracán Las Heras el 13 de junio de 1947[120]
- En Liga Mendocina de Fútbol: 8-7 ante Club Deportivo Maipú el 10 de noviembre de 1940[120]
- En Liga Mendocina de Fútbol: 7-1 ante Andes Talleres Sport Club el 17 de abril de 2013[120]
- En Torneo Argentino B: 4-0 ante Club Sportivo Árbol Verde en 1996
- En Torneo Federal B: 4-0 ante Club Social y Deportivo Montecaseros en 2015

### Línea de tiempo
- En 1976 y en 1985-86 la Segunda División para los equipos indirectamente afiliados a la AFA tomaba el nombre de Torneo Regional (lo que actualmente es la Primera B Nacional
- En 1987-88 la tercera categoría tomaba el nombre de Torneo del Interior, lo que actualmente es el Federal A (Tercera división del Fútbol de Argentina)

### Copas nacionales
- Participaciones en copas nacionales: 2.
  - Ediciones disputadas de la Copa Argentina: 2 (2013-14, 2014-15)

### Copa Vendimia
- Torneo de Verano-Copa Vendimia: 7.
  - Ediciones disputadas de la Copa Vendimia: 7 (Copa Vendimia 1966, Copa Vendimia 1967, Copa Vendimia 1968, Copa Vendimia 1978, Copa Vendimia 1991, Copa Vendimia 1992, Copa Vendimia 1993)

### Copa Mendoza
- Copa Mendoza: 1.
  - Ediciones disputadas de la Copa Mendoza: 1 (Copa Mendoza 2019)[121][122]

## Clásico
- Actualizado al 06 de noviembre de 2024.
- Su clásico rival es el Club Deportivo y Social Guaymallén. El primer clásico se disputó el 31 de agosto de 1930, el resultado fue empate cero a cero.

### Estadísticas en Liga Mendocina
|           | Club Atlético Argentino | Club Deportivo y Social Guaymallén | Diferencia |
| --------- | ----------------------- | ---------------------------------- | ---------- |
| Ganados   | 77                      | 52                                 | +25        |
| Empatados | 35                      | 35                                 | 0          |
| Perdidos  | 52                      | 77                                 | +25        |
| GF        | 307                     | 223                                | +84        |
| GC        | 223                     | 307                                | +84        |

- Por Liga Mendocina se han enfrentado en 164 oportunidades, Club Atlético Argentino ganó en 77 oportunidades
- Club Deportivo y Social Guaymallén ganó en 52 oportunidades y empataron 35 veces
- Por lo que la Academia lleva 25 partidos de diferencia al Tricolor.
- Club Atlético Argentino ha convertido 307 goles y Club Deportivo y Social Guaymallén 223.
- Lo que da una diferencia de goles 84 a favor de Atlético Argentino.[123][124]
- El último partido disputado fue el 1 de septiembre de 2024, el resultado fue victoria para Guaymallén por 1 a 0.[125][126][127][128][129][130]

### Estadísticas en Torneos Federales de AFA
- Enfrentamientos disputados en Torneo Federal C y Torneo Federal B en lo que corresponde a AFA[131]

|           | Club Atlético Argentino | Club Deportivo y Social Guaymallén | Diferencia |
| --------- | ----------------------- | ---------------------------------- | ---------- |
| Ganados   | 3                       | 5                                  | -2         |
| Empatados | 4                       | 4                                  | 0          |
| Perdidos  | 5                       | 3                                  | -2         |
| GF        | 14                      | 16                                 | -2         |
| GC        | 16                      | 14                                 | -2         |

- Por Torneos Federales de AFA (Torneo Federal C y Torneo Federal B) se han enfrentado en 12 oportunidades
- Atlético Argentino ha ganado 3 veces, perdido 5 veces, empatado en 4 ocasiones y convertido 14 goles
- Deportivo Guaymallén ha ganado 5 veces, perdido 3 veces, empatada en 4 ocasiones y convertido 16 goles
- Por lo que el Cacique le lleva en el historial de AFA 2 partidos a la Academia

### Estadísticas Totales
- Estadísticas de todas las veces que han disputado el clásico ya sea en Liga Mendocina o en Torneos Federales de AFA.

|           | Club Atlético Argentino | Club Deportivo y Social Guaymallén | Diferencia |
| --------- | ----------------------- | ---------------------------------- | ---------- |
| Ganados   | 80                      | 57                                 | +23        |
| Empatados | 39                      | 39                                 | 0          |
| Perdidos  | 57                      | 80                                 | +23        |
| GF        | 322                     | 241                                | +81        |
| GC        | 241                     | 322                                | +81        |

- En total han jugado 176 veces, el Club Atlético Argentino ha ganado 80 veces y perdido en 57 oportunidades.
- El Club Deportivo y Social Guaymallén ha ganado 57 veces y perdido en 80 oportunidades y han empatado 39 veces.
- Por lo que la Academia le lleva al tricolor una ventaja de 23 partidos en el historial.[132]
- El último partido disputado fue el 1 de septiembre de 2024, el resultado fue victoria para Guaymallen por 1 a 0 en el Hugo Pedro Alastra

### Mayores Goleadas en el Clásico

#### En Liga Mendocina
- A continuación las mayores goleadas del clásico disputado en Liga Mendocina

##### Mayores Goleadas Conseguidas
- El 18 de octubre de 1931: 5 a 1
- El 12 de mayo de 1940: 5 a 0
- El 18 de agosto de 1941: 11 a 4
- El 1 de noviembre de 1942: 5 a 2
- El 30 de mayo de 1943: 8 a 2
- El 5 de septiembre de 1943: 6 a 2
- El 31 de octubre de 1954: 8 a 1
- El 20 de mayo de 1956: 5 a 2
- El 21 de septiembre de 1969: 5 a 1
- El 20 de abril de 1986: 5 a 1
- El 11 de mayo de 1997: 5 a 1

##### Mayores Goleadas Recibidas
- El 20 de agosto de 1933: 6 a 3
- El 1 de noviembre de 1953: 5 a 1
- El 8 de septiembre de 1982: 5 a 2
- El 30 de mayo de 2004: 5 a 0
- El 29 de octubre de 2008: 5 a 2

#### En Torneos Federales de AFA
La mayor goleada fue a favor del Club Deportivo y Social Guaymallén por 3 a 1 en el Torneo del Interior (actual Torneo Federal C) de la temporada 2006-07

### Enfrentamientos
- Actualizado al 06 de noviembre de 2024.

| # | Fecha                   | País      | Ciudad  | Estadio            | Competición              | Local      | Argentino | Resultado | Guaymallen | Goles (A)                        | Goles (G)                    | Instancia     |
| - | ----------------------- | --------- | ------- | ------------------ | ------------------------ | ---------- | --------- | --------- | ---------- | -------------------------------- | ---------------------------- | ------------- |
| 1 | 3 de octubre de 2013    | Argentina | Mendoza | Hugo Pedro Alastra | Liga Mendocina de Fútbol | Guaymallen | Argentino | 3–0       | Guaymallen |                                  |                              | Liga Fecha 23 |
| 1 | 12 de marzo de 2014     | Argentina | Mendoza | Mauricio Serra     | Liga Mendocina de Fútbol | Argentino  | Argentino | 1–0       | Guaymallen |                                  |                              | Liga Fecha 2  |
| 1 | 13 de octubre de 2014   | Argentina | Mendoza | Hugo Pedro Alastra | Liga Mendocina de Fútbol | Guaymallen | Argentino | 3–3       | Guaymallen |                                  |                              | Liga Fecha 11 |
| 1 | 17 de junio de 2018     | Argentina | Mendoza | Hugo Pedro Alastra | Liga Mendocina de Fútbol | Guaymallen | Argentino | 3–2       | Guaymallen |                                  |                              | Liga Fecha 15 |
| 1 | 4 de noviembre de 2018  | Argentina | Mendoza | Manuel Gil         | Liga Mendocina de Fútbol | Argentino  | Argentino | 3–1       | Guaymallen | Guerra, Guardia y Cuello         | Aguilera                     | Liga Fecha 15 |
| 1 | 14 de julio de 2019     | Argentina | Mendoza | Mauricio Serra     | Liga Mendocina de Fútbol | Argentino  | Argentino | 3–1       | Guaymallen | Castellanos, Torres y Martínez   | Bonarrico                    | Liga Fecha 15 |
| 1 | 20 de octubre de 2019   | Argentina | Mendoza | Hugo Pedro Alastra | Liga Mendocina de Fútbol | Guaymallen | Argentino | 1–2       | Guaymallen | Maximiliano Alaniz               | Brian Funes y Nahuel Oris    | Liga Fecha 34 |
| 1 | 24 de octubre de 2021   | Argentina | Mendoza | Hugo Pedro Alastra | Liga Mendocina de Fútbol | Guaymallen | Argentino | 1–2       | Guaymallen | Cristian Jofre                   | Parrochi x2                  | Liga Fecha 5  |
| 1 | 17 de junio de 2022     | Argentina | Mendoza | Hugo Pedro Alastra | Liga Mendocina de Fútbol | Guaymallen | Argentino | 0–1       | Guaymallen | -                                | Edwin Miranda                | Liga Fecha 15 |
| 1 | 8 de diciembre de 2022  | Argentina | Mendoza | Hugo Pedro Alastra | Liga Mendocina de Fútbol | Guaymallen | Argentino | 1–2       | Guaymallen | Facundo Lucero                   | Fondere x2                   | Liga Fecha 15 |
| 1 | 21 de mayo de 2023      | Argentina | Mendoza | Hugo Pedro Alastra | Liga Mendocina de Fútbol | Guaymallen | Argentino | 1–2       | Guaymallen | Puchero Rodriguez                | Facundo Reveco y Juan Cuello | Liga Fecha 13 |
| 1 | 27 de octubre de 2023   | Argentina | Mendoza | Mauricio Serra     | Liga Mendocina de Fútbol | Guaymallen | Argentino | 2–0       | Guaymallen | Kevin Carrizo y Fabricio Almeida | -                            | Liga Fecha 13 |
| 1 | 1 de septiembre de 2024 | Argentina | Mendoza | Hugo Pedro Alastra | Liga Mendocina de Fútbol | Guaymallen | Argentino | 0–1       | Guaymallen | -                                | -                            | Liga Fecha 7  |
| 1 | 9 de noviembre de 2024  | Argentina | Mendoza | Mauricio Serra     | Liga Mendocina de Fútbol | Guaymallen | Argentino | -         | Guaymallen | -                                | -                            | Liga Fecha 15 |

## Afición
- Las hinchada de Atlético Argentino son:
  - Los Boli Stones[133]
  - La Banda de San José

Durante el principio del fútbol mendocino, la afición académica fue una de las populares de la provincia; una encuesta realizada por el desaparecido vespertino «La Libertad» de la década de 1940, posicionó a Argentino —época que se denominaba José Nestor Lencinas— en el 6.º puesto del ranking de registrados, superado por Godoy Cruz A.T., Independiente Rivadavia, Gimnasia y Esgrima, San Martín y Andes Talleres en ese orden.
En una encuesta realizada por Diario UNO en 2013, posiciona a Argentino en el sexto puesto entre los clubes mendocinos con más hinchas en la provincia.
Otra encuesta de hinchas de clubes de la provincia de Mendoza,
realizada el 3 de abril del año 2015 por el diario MDZ, dio como resultado que Atlético Argentino ocupa el octavo lugar.

### Simpatizantes reconocidos de Atlético Argentino
- Marciano Cantero: bajista y voz principal del grupo musical Enanitos Verdes[137]
- Diego Gareca: Secretario de Cultura de la Provincia de Mendoza[138]
- Carlos Ereros: Jugador de Argentino y campeón de la Copa Libertadores de América con Asociación Atlética Argentinos Juniors[139]
- Matías García: Surgido de las inferiores del club y exjugador del Club Atlético Tucumán con el que consiguió el Campeonato de Primera B Nacional 2008-09 y el ascenso a la Primera División de Argentina[140]
- Francisco Lombardo: Jugador de Argentino, el Seleccionado Nacional y campeón con Boca Juniors en 1954[141]
- Armando Tejada Gómez: Fue un poeta, letrista, escritor y locutor argentino, relacionado con la música folklórica. Es el autor de la letra de "Canción con todos", considerado Himno de América Latina. Junto a Mercedes Sosa, Oscar Matus y Tito Francia crearon el Movimiento del Nuevo Cancionero en 1963. Incluido entre las cinco máximas figuras autorales del folklore argentino por la Fundación Konex. Ilustre vecino de la barriada de San José e hincha de su querida Academia[142]
- Walter Borman: Músico mendocino de gran trayectoria en Argentina y Chile. Creador de la banda "Lao Tse". Reconocido Hincha de Argentino que ha profesado públicamente en todas partes su amor por la Academia[143][144]
- Fernando Montaña Berdugo: Escritor y periodista. Ha escrito numerosos textos referidos al Atlético Argentino, además de ser el autor del candombe "Academia de Campeones". En 2017 presentó el libro "El Primer ídolo del Siglo", ficciones y relatos en el que está incluido su amor por el Atlético Argentino. Dirigió el área de cultura y el museo Lila De Marinis del club.[145][146][147][148]
- Gustavo De Marinis: Periodista y militante social. Su padre Armando fue presidente de la institución y sus hermanas practicaron basquetbol en Atlético Argentino. Una de ellas, Lidia Beatriz (Lila) es una detenida- desaparecida por la dictadura militar de 1976 a 1983 y el museo del club lleva su nombre.
- Agustín Franklin Henríquez: Músico y humorista. Junto a su hermano Oscar integra el célebre grupo humorístico musical Los Cumpas.

## Instituciones fundadas en su honor
Instituciones fundadas en honor al club Atlético Argentino:

### Club Aquel Atlético
- Club Aquel Atlético

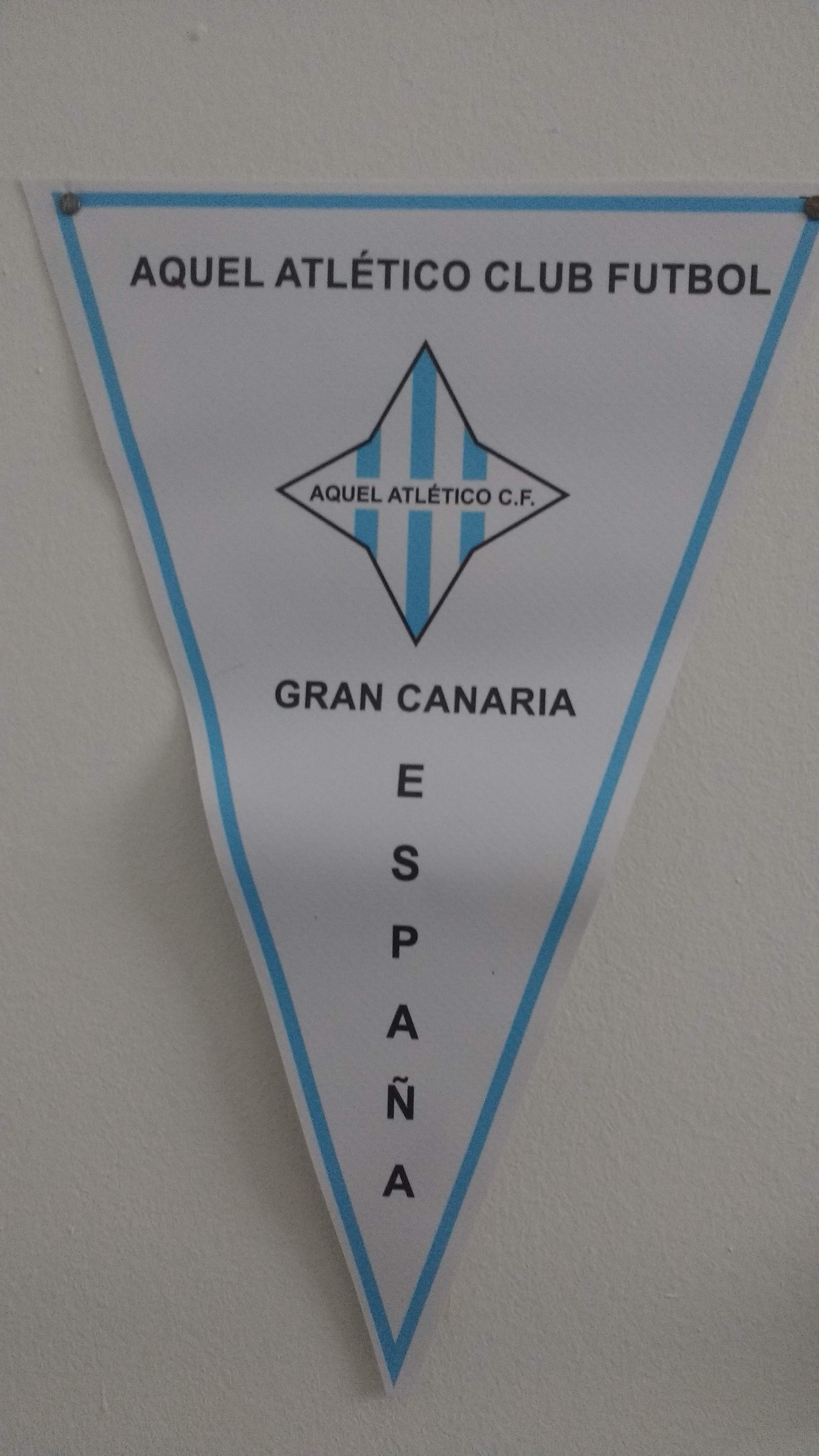
Aquel Atlético Club Fútbol

Luis Alberto Montaña oriundo de San José, Guaymallén e hincha de Atlético Argentino de Mendoza:
fundó en 2010 en Las Palmas, en la isla de Gran Canaria, España el Club "Aquel Atlético".
Eligió ese nombre por la canción de los Enanitos Verdes "Aun sigo cantando" en la que dice, refiriéndose al Club Atlético Argentino:
```
cuando con mi viejo iba a la cancha
a ver a aquel Atlético... 
                                       Fragmento de la canción "Aun sigo cantando" del grupo musical 
Enanitos Verdes
```

El club tiene los mismos colores y el mismo escudo que Argentino de Mendoza.

## Palmarés

### Torneos regionales
| Títulos Regionales             | Títulos Regionales                                   | Títulos Regionales                                     |
| Competición                    | Títulos                                              | Subcampeonatos                                         |
| ------------------------------ | ---------------------------------------------------- | ------------------------------------------------------ |
| Liga Mendocina de Fútbol (9)   | 1934, 1941, 1942, 1943, 1948, 1959, 1995,1996 y 2023 | 1927, 1931, 1949, 1952, 1962, 1963, 1966, 1968 y 1987. |
| Campeonato de Honor (1)        | 1936.                                                |                                                        |
| Copa Competencia (1)           | 1941.                                                |                                                        |
| Torneo de Preparación (1)      | 1942.                                                |                                                        |
| Torneo Vendimia (1)            | 1968                                                 |                                                        |
| Liga Mendocina "Primera B" (3) | 1994, 2003, 2009                                     |                                                        |

## Apariciones en videojuegos

### Pro Evolution Soccer
- Pro Evolution Soccer 6: En la edición Desafío Mendoza realizado por Gabriel Manresa y Emanuel Terán Velarde.

Gabriel Manresa y Emanuel Terán Velardeque se dedican exclusivamente a realizar videosjuegos de equipos mendocinos.

## Otras disciplinas deportivas

### Fútbol femenino
El Fútbol Femenino se incorporó a fines de 2017 para realizar su primera participación en la Liga Mendocina de Fútbol en la temporada 2018.

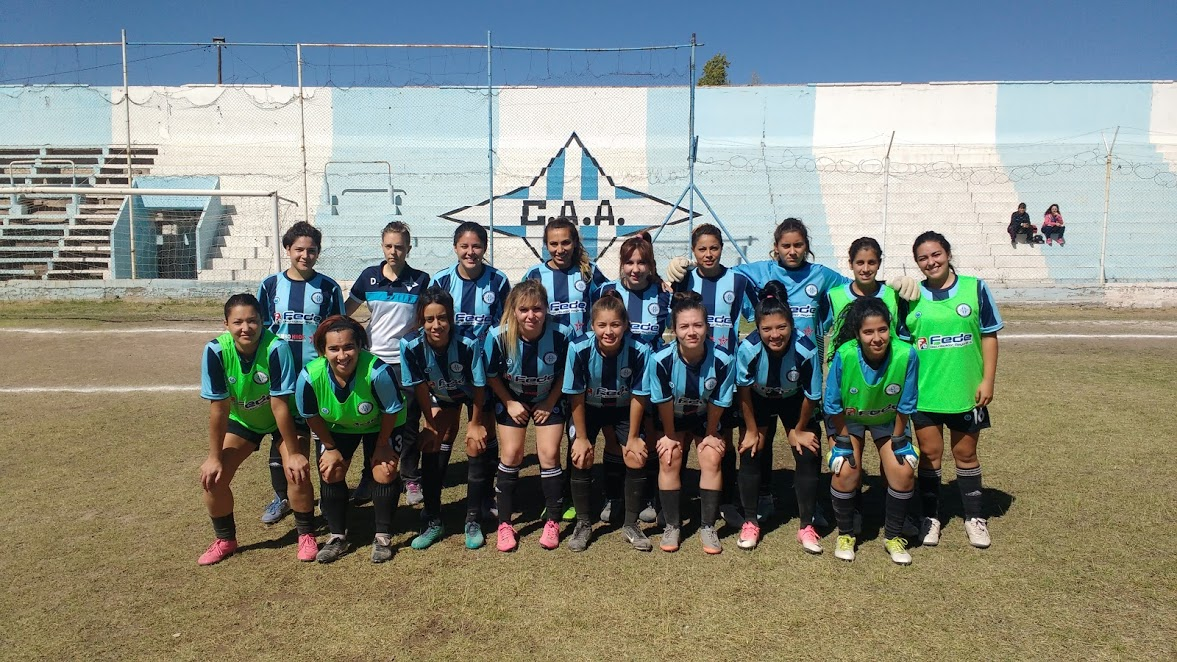
Equipo Femenino de Fútbol de Atlético Argentino 2018

#### Cronología de Entrenadores
- 2017-2018 : Candela Barrera

- 2018-2020 : Emilio Fernández

- 2021-Actualidad : José Guardia

#### 2020-2021  Torneo Transición "Copa Guillermo Pereyra"
```
Resultados de la temporada 2021:
```

| FECHA | LOCAL                | RESULTADO | VISITANTE          | GOLES DE ARGENTINO                                  |
| ----- | -------------------- | --------- | ------------------ | --------------------------------------------------- |
| 2     | Godoy Cruz B         | 5-1       | Atlético Argentino | Agostina Mercado                                    |
| 3     | Atlético Argentino   | 5-2       | Deportivo Maipú    | Agostina Mercado, Antonella Ávila, Cisterna, Molina |
| 4     | Gimnasia y Esgrima   | 5-1       | Atlético Argentino | Antonella Ávila                                     |
| 5     | Atlético Argentino   | 5-0       | Lujan Sport Club   | Molina, Mercado, Ávila y Novero x2                  |
| 6     | Asociación Eva Perón | 1-3       | Atlético Argentino | Mercado, Ávila y Borquez                            |
| 7     | Atlético Argentino   | 2-4       | Godoy Cruz A       | -                                                   |

#### 2022 Torneo Primera División Liga Mendocina
```
Resultados de la temporada 2022:
```

| FECHA | LOCAL                  | RESULTADO | VISITANTE          | GOLES DE ARGENTINO                                                  |
| ----- | ---------------------- | --------- | ------------------ | ------------------------------------------------------------------- |
| 1     | Estudiantes de Mendoza | -         | Atlético Argentino |                                                                     |
| 2     | Atlético Argentino     | 5-1       | FADEP              | Zavala Milagros-Ramírez Luciana(x2)-Escobar Melina-Olmedo Antonella |
| 3     | Gimnasia y Esgrima     | 0-3       | Atlético Argentino | Antonella Ávila(x2) Ramirez Luciana                                 |
| 4     | Atlético Argentino     | -         |                    |                                                                     |
| 5     |                        | -         | Atlético Argentino |                                                                     |
| 6     | Atlético Argentino     | -         |                    |                                                                     |

### Futsal

#### Futsal masculino
La sección de futsal del Club Atlético Argentino es el equipo representativo de la institución en dicho deporte. En el año 2021 comienza a participar de los torneos oficiales de la Federación de Futbol de Salón Mendoza (FEFUSA).Cuenta con dos equipos Atlético Argentino "A" y Atlético Argentino "B". Su sede está situada en el Polideportivo Vicente Ayanian en San José, Guaymallén, Mendoza.
En la actualidad, ambos conjuntos juegan en la primera División "D" de FEFUSA
- Actualizado al 29 de octubre de 2021.
- Último Partido: CD. San Jose C 2-6 Atlético Argentino .
- Último Partido: Atlético Argentino B 2-7 Futsal Rivadavia .

#### Futsal femenino
La sección de futsal femenino del Club Atlético Argentino es el equipo representativo de la institución en dicho deporte. En el año 2021 comienza a participar de los torneos oficiales de la Federación de Futbol de Salón Mendoza (FEFUSA) Su sede está situada el Polideportivo Vicente Ayanian en San José, Guaymallén, Mendoza 
En la Actualidad, milita en la primera "C" de FEFUSA
- Actualizado al 24 de abril de 2022.
- Último Partido:  Atlético Argentino 12-2 Universidad Champagnat .

### Patinaje artístico sobre ruedas
El Club se ha caracterizado por tener patinaje artístico desde la década del 70 y ha participado en numerosos torneos regionales.
La disciplina está a cargo de los profesores Gimena Martínez, Yamil Rovira y Valentina Villalobos.

### Karate
Argentino sumó esta actividad a principio del año 2017 para socios y no socios. La disciplina es para ambos sexos.

### Balonmano
La disciplina comienza a practicarse a principios del año 2012
, impulsado por un numeroso grupo de mujeres para disputar el torneo promocional de dicho año

### Boxeo
El boxeo tuvo su inicio en la década del 50 en Atlético Argentino, por donde pasaron grandes boxeadores mendocinos que tuvieron reconocimiento a nivel provincial y nacional. Luego de un periodo importante sin la disciplina, en el año 2019 resurgió tanto en la rama masculina como femenina

## Divisiones inferiores Fútbol
Las divisiones inferiores del Club Atlético Argentino están conformadas de cuarta a novena que compiten a nivel local en la liga mendocina de fútbol
Y los infantiles que compiten en LMFI. Éstas divisiones conforman la estructura del fútbol infantojuvenil.

### Campeonatos divisiones inferiores
- Copa de Plata 2005: Categoría 1989
- Copa de Plata 2009: Categoría 1994
- Copa de Plata 2018 : Categoría 2001[155]
- Copa de Plata 2018 : Categoría 2002[156]
- Copa de Plata 2018 : Categoría 2005 y 2006
- Copa de Oro 2018 : Categoría 2011[157]

### Mundialito de España
En 2018 Atlético Argentino fue invitado a participar del Mundialito de Fútbol en Costa Dorada, Cataluña, España.
El torneo se desarrolló en marzo de 2018, y tuvo como participantes a grandes clubes a nivel mundial como el Barcelona, Real Madrid, Valencia, Juventus, Inter, entre otros.
En estas instancias las categorías invitadas fueron la 2006, 2007 y 2008. Fue el único club mendocino y argentino que disputó el Mundialito en 2018
- Entrenador categoría 2006/07: Daniel Becerra, preparador físico Nicolás Soto y Lucas Becerra.

- Entrenado categoría 2008/09: Cristian Gómez.[167]